# La Havane
Pour les articles homonymes, voir La Havane (homonymie) et Habana (homonymie).
La Havane (en espagnol : La Habana, prononcé : [la aˈβana], officiellement appelée Ciudad de La Habana) est la capitale et le centre économique de Cuba. Cette ville portuaire est aussi l'une des quinze provinces cubaines. La ville/province compte 2,4 millions d'habitants, tandis que l'agglomération en compte plus de 3,7 millions, ce qui fait de La Havane la plus grande ville des Caraïbes. La ville s'étend sur plus de 720 km2 principalement à l'ouest et au sud d'une baie, à laquelle on accède par un passage étroit, et qui est divisé en trois ports : Marimelena, Guanabacoa et Atarés. Le fleuve Almendares traverse la ville du sud au nord, et se jette dans le détroit de Floride à quelques kilomètres à l'ouest de la baie.
Le roi Philippe II d'Espagne accorde à La Havane le statut de ville en 1592, et un décret royal de 1634 reconnaît son importance en la désignant officiellement comme « Clé du Nouveau Monde et Rempart des Caraïbes ». Le blason de La Havane porte par ailleurs cette inscription. Les Espagnols commencent à édifier des fortifications, et en 1553 ils transfèrent la résidence du gouverneur depuis Santiago de Cuba, à l'extrémité est de l'île, jusqu'à La Havane, lui accordant de facto le rang de capitale. En 1607, La Havane est désignée capitale de l'île par un ordre royal qui divisa également le pays en deux gouvernements : un à La Havane et l’autre à Santiago de Cuba, le second étant subordonné au premier.
Aujourd'hui, La Havane est le centre du gouvernement cubain, et divers ministères y sont basés. C'est aussi le centre culturel et économique dans la continuation des ateliers de cigares du XVIIIe siècle de l'île.

## Étymologie
D'après les historiens, l'origine du mot Habana vient du cacique taïno Habaguanex (en). Diego Velázquez de Cuéllar dans son rapport au roi d'Espagne, mentionne que Habaguanex est le nom du chef de la tribu qui contrôlait la région au moment de l'arrivée des conquistadors à Cuba. Une légende raconte que Habana était le prénom de la fille de Habaguanex, mais aucune source historique ne corrobore cette version.

## Géographie

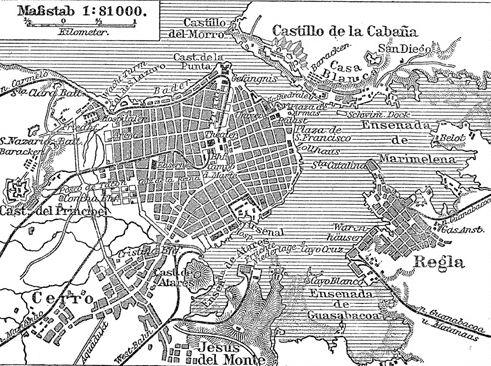
Plan allemand de La Havane datant de 1888.

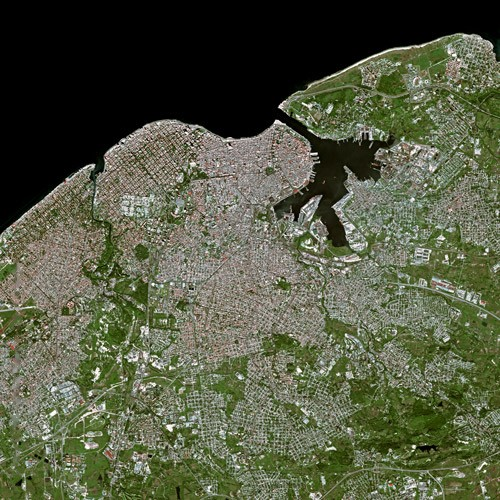
La Havane vu par le satellite SPOT.

La ville se situe sur la côte nord de l'île de Cuba et dans la partie ouest de celle-ci. La Havane donne donc sur le détroit de Floride.
Plus localement, la ville s'étend principalement vers l'ouest et le sud de la baie de La Havane ; il s'agit en fait d'une rade fermée par une entrée étroite permettant d'accueillir des installations portuaires, et dont les pourtours sont parsemés de baies dont les trois principales ont pour noms : « Marimelena », « Guanabacoa » et « Atarés ».
La Havane est traversée par les cours d'eau Almendares, Martín Pérez, río Quibú (es), Cojímar et Bacuranao (es). La rivière Almendares traverse la ville du sud au nord, se déversant dans le détroit de Floride à quelques kilomètres à l'ouest de la baie.
La ville atteint son altitude maximale (60 m) à la crête de calcaire qui s'élève depuis l'est de la ville et culmine dans les environs de la forteresse de la Cabaña et du fort El Morro, où des fortifications de l'époque coloniale dominent la baie.
Sa position centrale dans les Antilles en a fait une ville d'importance lors de la colonisation espagnole.

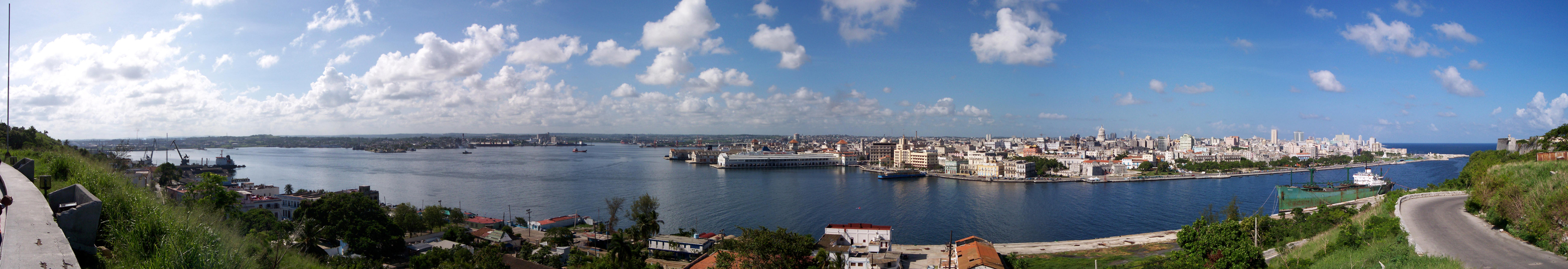
Vue panoramique sur la ville de La Havane et son port.

### Municipalités voisines

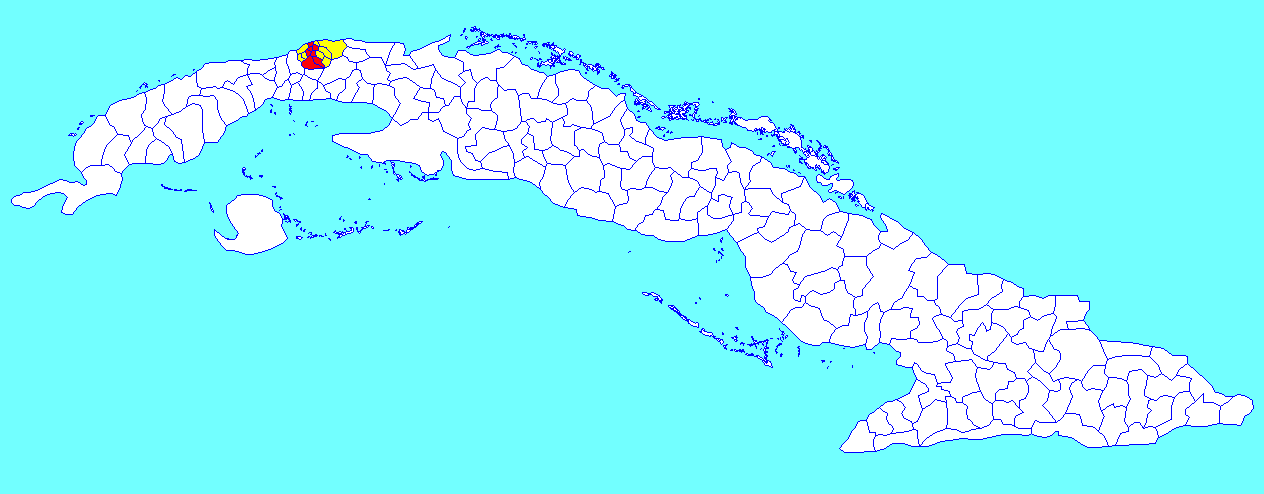
Municipalité de La Havane dans la province d'Artemisa

## Climat
La Havane, comme quasiment tout Cuba, bénéficie d'un climat tropical. Les températures moyennes vont de 22 °C en janvier et février jusqu'à 28 °C en août. Le thermomètre descend rarement en dessous de 10 °C. La température la plus basse jamais enregistrée à Cuba fut 0 °C à Bainoa, dans la province de La Havane. Les précipitations sont les plus intenses en juin et en octobre, et les moins fortes de décembre à avril. La moyenne annuelle est ainsi de 1 200 mm. Des ouragans frappent régulièrement l'île, mais ils touchent la plupart du temps la côte sud de l'île ; ainsi, les destructions à La Havane sont moins importantes que dans le reste du pays.
Le climat est tropical de savane avec hiver sec (Aw d'après la classification de Köppen), toutes les températures mensuelles moyennes sont supérieures à 18 °C. De plus : précipitations du mois le plus sec < 60 mm et < [100 - (précipitations annuelles mensuelles)/25]. En effet le mois de mars est le plus sec avec 46,2 mm et < (100 - 1 189,2 mm / 25) soit 52,43.
Mais la ville est parfois durement touchée quand même comme lors de l'ouragan de Cuba de 1910 et du passage des ouragans Dennis et Wilma en 2005. Dennis frappa les quartiers est de La Havane avec des vents de 160 km/h durant la nuit du 8 au 9 juillet. Des vagues de 3 m de haut submergèrent la digue de la ville, et les vents détruisirent en partie d'anciens bâtiments coloniaux. Au moins 5 000 maisons furent endommagées dans La Havane et sa province.
| Mois                                | jan. | fév. | mars | avril | mai  | juin  | jui.  | août | sep.  | oct.  | nov. | déc. | année   |
| ----------------------------------- | ---- | ---- | ---- | ----- | ---- | ----- | ----- | ---- | ----- | ----- | ---- | ---- | ------- |
| Température minimale moyenne (°C)   | 18,6 | 18,6 | 19,7 | 20,9  | 22,4 | 23,4  | 23,8  | 24,1 | 23,8  | 23    | 21,3 | 19,5 | 21,59   |
| Température moyenne (°C)            | 22,2 | 22,4 | 23,7 | 24,8  | 26,1 | 26,9  | 27,6  | 27,8 | 27,4  | 26,2  | 24,5 | 23   | 25,22   |
| Température maximale moyenne (°C)   | 25,8 | 26,1 | 27,6 | 28,6  | 29,8 | 30,5  | 31,3  | 31,6 | 31    | 29,2  | 27,7 | 26,5 | 28,81   |
| Précipitations (mm)                 | 64,4 | 68,6 | 46,2 | 53,7  | 98   | 182,3 | 105,6 | 99,6 | 144,4 | 180,5 | 88,3 | 57,6 | 1 189,2 |
| Nombre de jours avec précipitations | 5    | 5    | 3    | 3     | 6    | 10    | 7     | 9    | 10    | 11    | 6    | 5    | 80      |
| Humidité relative (%)               | 75   | 73,5 | 73   | 72    | 74,5 | 79    | 78    | 77,5 | 79    | 79,5  | 77,5 | 75,5 | 76,17   |

| Diagramme climatique                                  |              |              |              |            |               |               |              |             |             |              |              |
| J                                                     | F            | M            | A            | M          | J             | J             | A            | S           | O           | N            | D            |
| 25,818,664,4                                          | 26,118,668,6 | 27,619,746,2 | 28,620,953,7 | 29,822,498 | 30,523,4182,3 | 31,323,8105,6 | 31,624,199,6 | 3123,8144,4 | 29,223180,5 | 27,721,388,3 | 26,519,557,6 |
| Moyennes : • Temp. maxi et mini °C • Précipitation mm |              |              |              |            |               |               |              |             |             |              |              |

## Histoire

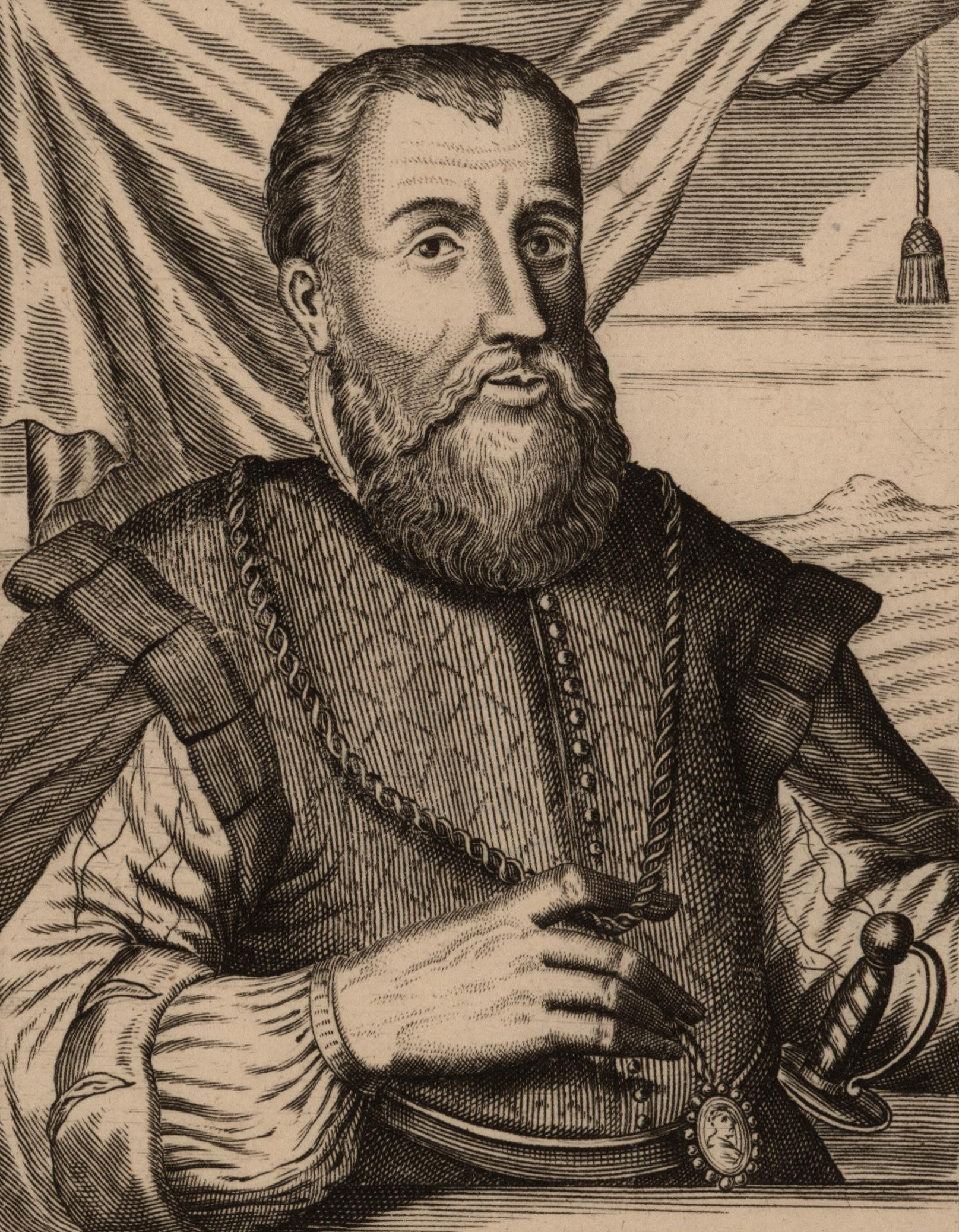
Diego Velázquez de Cuéllar

### Naissance de La Havane
L'emplacement actuel de La Havane, ainsi que sa baie naturelle, sont d'abord visités par les Espagnols pendant la circumnavigation de l'île par Sebastián de Ocampo, en 1509. En 1510, les premiers colons espagnols arrivent d'Hispaniola et commencent la conquête de Cuba.
Le conquistador Diego Velázquez de Cuéllar fonde La Havane le 25 août 1515 sur la côte sud de l'île, près de l'emplacement actuel de la ville de Surgidero de Batabanó. Entre 1514 et 1519, la ville connaît au moins deux positions différentes. Tous les essais pour fonder une ville sur la côte sud échouent. La ville se doit d'être localisée à proximité d'un port à l'entrée du golfe du Mexique, garantissant un accès aisé au Gulf Stream, le principal courant océanique suivi par les navigateurs lors des voyages de l'Amérique vers l'Europe. Cet emplacement conduit au développement précoce de La Havane en tant que principal port dans les colonies espagnoles du Nouveau Monde. Une carte de Cuba, dessinée en 1514, indique la ville comme étant à l'embouchure de la rivière Onicaxinal (actuel Río Mayabeque (es)), également située sur la côte sud de Cuba. Un autre emplacement sera La Chorrera, aujourd'hui situé dans le quartier de Puentes Grandes, près de la rivière Almendares.
L'établissement définitif de La Havane, commémoré par le monument El Templete, correspond à la sixième ville fondée par les Espagnols sur l'île, appelée San Cristobal de la Habana par Pánfilo de Narváez : le nom associe San Cristóbal, saint patron de La Havane, et Habana, mot dont l'origine vient du cacique taino Habaguanex, le nom du chef de la tribu qui contrôlait la région, comme le mentionne Diego Velasquez dans son rapport au roi d'Espagne. Une légende raconte que Habana était le prénom de la fille de Habaguanex, mais aucune source historique ne corrobore cette version.
On peut lire sur la colonne commémorative d'El Templete érigée par le gouverneur Francisco Cajigal de la Vega en 1754 une inscription en latin que l’on peut traduire comme suit :

« Retiens ton pas, marcheur, orne ce site d’un arbre, d’un fromager, je dirai plutôt signe mémorable de la prudence et ancienne religion de la jeune ville, car certainement sous son ombre fut immolé solennellement dans cette ville l’auteur de la santé. La réunion des prudents conseillers eut lieu pour la première fois il y a plus de deux siècles : il était conservé par une tradition perpétuelle : cependant, il céda au temps. Tu verras une image gravée aujourd’hui dans la pierre, c’est-à-dire le dernier jour de novembre de l’année 1754. »

La Havane est déplacée à son emplacement actuel en 1519, à côté de ce qui est alors appelé Puerto de Carenas (littéralement, la « baie de Carénage »).
Peu après la création des premières villes à Cuba, l'île sert de base pour la Conquista d'autres contrées. Hernán Cortés organise son expédition vers le Mexique depuis l'île. Pendant les premières années qui suivent sa découverte, Cuba ne rapporte que peu de richesses aux conquistadors, car l'île est pauvre en or, argent et pierres précieuses. Ainsi, nombre de ses premiers colons partent en direction du Mexique et de l'Amérique du Sud, en cours de découverte et de colonisation. Les légendes de l'Eldorado et des Cités d'or exercent un attrait certain pour beaucoup d'aventuriers espagnols, ainsi que des colonies adjacentes, ce qui contribue à laisser La Havane et plus globalement l'île de Cuba tout entière, très peu peuplée.

### Pirates etLa Flota
À l'origine, La Havane est un port de commerce, victime d'attaques régulières venant de boucaniers, pirates et corsaires. La ville est réduite en cendres en 1538 et 1555. L'attaque de 1555, qui a pour résultat l'incendie de la ville, est menée par le corsaire Jacques de Sores. Il prend La Havane facilement, la pille et la brûle. De Sores quitte la ville sans obtenir l'énorme richesse qu'il espérait y trouver. De telles attaques convainquent le royaume d'Espagne de financer la construction des premières forteresses dans les grandes villes — pas seulement pour faire face aux pirates et corsaires, mais aussi pour exercer un contrôle plus rigoureux sur le commerce avec le Nouveau Monde, et pour limiter le contrabando (marché noir), alors très répandu, né des restrictions commerciales imposées par le Casa de Contratación de Séville (la maison de commerce contrôlée par la couronne, qui exerce un monopole sur le commerce avec cette région du monde).
Afin de contrer les attaques de pirates sur les convois de galions remplis de trésors du Nouveau Monde, et dirigés vers l'Espagne, la Couronne espagnole décide de protéger ses navires en les concentrant en une seule grande flotte, qui traversera l'océan Atlantique en convoi. En effet, une seule flotte marchande est plus aisée à protéger par l'Armada espagnole. Suivant la parution d'un décret royal en 1561, tous les navires en direction de l'Espagne sont requis d'assembler cette flotte dans la baie de La Havane. Les bateaux arrivent entre mai et août, attendent les meilleures conditions climatiques, et partent tous ensemble de La Havane avant la fin du mois de septembre.
En accueillant et concentrant ces bateaux chargés d’or, de laine, d’émeraude, de cuirs, d’épices et de matières premières alimentaires, en provenance des colonies américaines et à destination de la péninsule ibérique, La Havane devient le premier port des Amériques. Avec la construction des majestueux châteaux de la Real Fuerza, de San Salvador de la Punta et los Tres Reyes del Morro, La Havane devient la ville la mieux protégée du continent, « la Clé du Nouveau Monde et rempart des Indes occidentales ».
Ceci a pour conséquence immédiate de promouvoir le commerce et le développement de la ville adjacente de La Havane (une simple villa à l'époque). Les biens échangés à La Havane incluent l'or, l'argent, la laine d'Alpaga en provenance des Andes, des émeraudes de Colombie, de l'acajou de Cuba et du Guatemala, du cuir de La Guajira, des épices, de la teinture de Campeche, du maïs, du manioc et du cacao. Des navires en provenance de l'ensemble du Nouveau Monde transportent d'abord leurs produits à La Havane, afin de les emmener ensuite en Espagne. Les milliers de bateaux rassemblés dans la baie de La Havane stimulent également l'agriculture et l'industrie, puisqu'ils ont besoin d'être fournis en nourriture, eau, et autres produits nécessaires à la traversée de l'océan. En 1563, le Capitán General, le gouverneur espagnol de l'île, déménagea sa résidence de Santiago de Cuba à La Havane étant donné la richesse et l'importance nouvelle de la ville, ce qui a pour effet de lui attribuer officieusement le statut de capitale de Cuba.
Le 20 décembre 1592, le roi Philippe II d'Espagne octroie à La Havane le titre de ville. Plus tard, la ville est officiellement désignée comme « Clé du Nouveau Monde et Rempart des Caraïbes » par la Couronne espagnole. Entre-temps, les efforts destinés à construire ou améliorer les infrastructures de défense de la ville continuent. La forteresse San Salvador de la Punta garde l'entrée occidentale de la baie, alors que le Fort El Morro en garde l'entrée orientale. Le Castillo de la Real Fuerza défend le centre de la ville, et sert également de résidence au gouverneur jusqu'à la construction du Palacio de los Capitanes Generales (es). Pendant cette période, deux autres tours défensives, La Chorrera et San Lázaro, sont édifiées.

### XVIIeetXVIIIesiècles

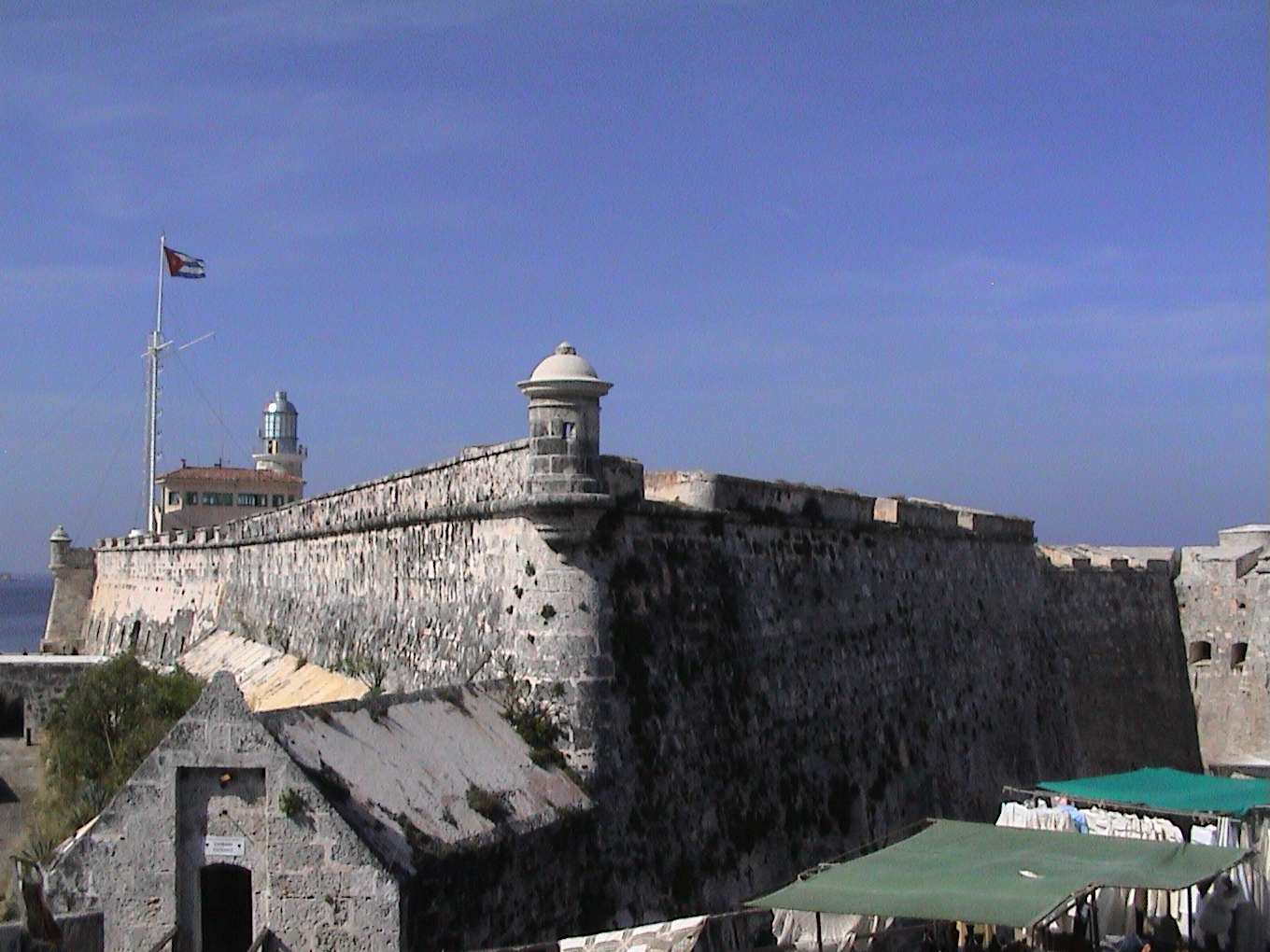
Fort El Morro.

La Havane connaît une période d'extension importante au XVIIe siècle. En 1607, La Havane est désignée capitale de l’île par un ordre royal qui divise également le pays en deux gouvernements : un à La Havane et l’autre à Santiago, le second étant subordonné au premier. De nouveaux bâtiments sont construits, à partir des matériaux les plus abondants sur l'île, notamment le bois, et combinant divers styles architecturaux empruntés à la péninsule Ibérique. À cette époque, la ville connaît aussi la construction de monuments civiques et religieux, comme le couvent de Saint-Augustin, le château d'El Morro, la chapelle de Humilladero, ou encore la fontaine de Dorotea de la Luna dans La Chorrera.
En 1649, une épidémie de peste, venue de Carthagène des Indes (en Colombie), extermine un tiers de la population de La Havane. Le 30 novembre 1665, la reine Marie-Anne d'Autriche, veuve de Philippe IV d'Espagne, officialise le blason de La Havane, ayant pour symboles héraldiques les trois châteaux de La Havane, La Real Fuerza, los Tres Santos et San Salvador de la Punta en forme de trois tours d’argent sur un fond bleu, et une clé d’or symbolisant la porte du Nouveau Monde. En 1674, les travaux pour la construction des murs d'enceinte de la ville débutent, dans le cadre d'efforts de fortifications. Ils sont achevés en 1740.
Dans les années 1750, La Havane compte plus de 70 000 habitants, ce qui en fait la troisième plus grande ville d'Amérique, derrière Lima et Mexico, mais devant Boston et New York.
La ville est prise par les Britanniques pendant la guerre de Sept Ans. Le 6 juin 1762, à l'aube, une flotte britannique, comprenant plus de cinquante navires et une force combinée de quatorze mille hommes de la Royal Navy et de l'armée, pénètre dans les eaux cubaines. Les envahisseurs s'emparent des hauteurs, connues sous le nom de La Cabaña, du côté est du port, et commencent le bombardement du fort voisin d'El Morro, ainsi que de la ville elle-même. Après un siège long de deux mois, El Morro est attaqué et pris le 30 juillet 1762. La cité rend officiellement les armes le 13 août. Elle est ainsi gouvernée par Sir George Keppel pour le compte de la Grande-Bretagne. Bien que le total des pertes britanniques pendant les combats ne s'élève qu'à 560 hommes, plus de la moitié de leur force périt finalement de maladie, notamment de la fièvre jaune.
Les Britanniques développent immédiatement le commerce avec leurs colonies nord-américaines et celles des Caraïbes. Ceci cause une transformation rapide de la société cubaine. La nourriture, les chevaux, ainsi que d'autres biens, déferlent dans la ville, et des milliers d'esclaves d'Afrique de l'Ouest sont déportés vers l'île pour travailler dans les plantations de canne à sucre. La Havane est sur le point d'entrer dans une ère durable de développement et des liens toujours plus importants se tissent avec l'Amérique du Nord, mais l'occupation britannique ne dure pas. Moins d'un an après la prise de La Havane, le traité de Paris est signé par les trois belligérants, concluant la guerre de Sept Ans. Le traité accorde la Floride à la Grande-Bretagne en échange de Cuba.
La même année, juste après le départ des Britanniques, débute la construction de la forteresse San Carlos de la Cabaña — la plus importante jamais édifiée par l’Espagne en Amérique — qui dure onze ans, afin de préserver la ville des futures attaques et de faire de la baie de La Havane un bastion imprenable.

### XIXesiècle
Le commerce entre les Caraïbes et les États nord-américains augmentant au début du XIXe siècle, La Havane devient une ville moderne, florissante et à la mode. Les théâtres de La Havane montrent en vedette la plupart des acteurs éminents de l'époque et la prospérité de la classe moyenne en plein essor conduit à la construction de riches demeures classiques.
Quand Alexander von Humboldt, au début du XIXe siècle, décrit son arrivée à La Havane, il dit être impressionné par la vitalité du port. En 1837, un premier tronçon de chemin de fer est construit sur 51 km entre La Havane et Bejucal, pour le transport du sucre depuis la vallée de Güines vers le port. Cuba est ainsi le cinquième pays au monde, et le premier pays de langue espagnole, à posséder un chemin de fer. Cette ligne a été construite par la laborieuse et discrète communauté chinoise qui compte aujourd'hui près de 100 000 personnes.
Au cours du siècle, La Havane est enrichie par la construction d'infrastructures culturelles supplémentaires, telles que le théâtre Tacón, l'un des plus luxueux du monde, l'artistique et littéraire Liceo (lycée) et le théâtre (Colisée) Coliseum. L'esclavage, légal à Cuba jusqu'en 1886, attise l'intérêt des Américains des États confédérés du Sud. Vaincus lors de la guerre de Sécession en 1865, de nombreux planteurs esclavagistes viennent s'installer à La Havane pour pouvoir continuer à diriger des plantations.
En 1863, les murs de la ville sont rasés pour permettre l'agrandissement de la métropole. À la fin du siècle, les classes aisées déménagent vers le quartier de Vedado (es). Plus tard, ils émigreront vers Miramar, et aujourd'hui, ils se sont installés dans Siboney, toujours plus à l'ouest. En 1898, alors que le peuple cubain mène sa seconde guerre d’indépendance, La Havane est témoin des derniers moments du colonialisme espagnol en Amérique. Celui-ci prend fin quand le cuirassé américain USS Maine est coulé dans le port, donnant aux États-Unis un prétexte pour envahir l'île et déclenchant la guerre hispano-américaine.

### XXesiècle
Cuba est alors privée de son indépendance. Les États-Unis occupent l'île jusqu’en 1902 et ils la transforment en un protectorat en y installant à la tête de la nation Tomás Estrada Palma, un citoyen américain annexionniste convaincu qui accepte l’amendement Platt.
Quand commence le XXe siècle, La Havane est sous occupation américaine. En 1906, la Banque de la Nouvelle-Écosse ouvre sa première succursale à La Havane. En 1931, elle en possède déjà trois.
Dans les années 1920, durant la prohibition aux États-Unis, La Havane devient une destination de prédilection pour les Américains fortunés. Les casinos et discothèques y sont légion.
Durant la période républicaine, et plus précisément dans les années 1930, d’innombrables constructions émergent à La Havane, avec l’apparition de somptueux hôtels de luxe, de casinos flamboyants et de clubs nocturnes plus rutilants les uns que les autres, tous contrôlés par la mafia américaine de Meyer Lansky et de Lucky Luciano avec la bénédiction du dictateur Fulgencio Batista. Parmi ces hôtels-casinos figure notamment l'hôtel Capri. La chute de Batista et l'arrivée au pouvoir de Castro qui met fin à cet état de fait, est considérée comme la déroute la plus coûteuse de l'histoire de l'organisation criminelle. L'universitaire Samuel Farber relativise cette analyse en considérant que l'importance économique que les États-Unis accordaient aux casinos, à la prostitution et à la mafia était exagérée.
À quelques pas du légendaire Malecón, l’Hotel Nacional de Cuba, est un joyau architectural édifié en 1930 en plein quartier du Vedado. Monument national, il est l’un des symboles de l’histoire, de la culture et de l’identité cubaine. Le Focsa (es) et l’hôtel Habana Libre sont également des vestiges de l’époque où La Havane était la capitale continentale du plaisir et de l’oisiveté, fréquentée par les grands du monde, de Winston Churchill à Frank Sinatra.
Depuis la révolution en 1959, Cuba a subi une des plus importantes transformations politique, économique et sociale de l’histoire de l’Amérique latine. L'exode de Mariel en 1980 permet le départ de près de 125 000 Cubains, ainsi de nombreux logements sont libérés, ce qui réduit la crise du logement dans La Havane. Néanmoins, sur les plans urbain et architectural, peu de changements ont lieu si ce n’est la conservation du bâti existant par des moyens rudimentaires, et la construction d’édifices publics tels que l’imposant hôpital Ameijeiras (es) dans le centre de la ville, et d’hôtels tels que le Meliá Cohiba à partir des années 1990. Cela marque la revitalisation de l’industrie touristique fondée sur l'exotisme d'une époque révolue et toujours présente comme le fait de pouvoir circuler dans d'anciennes voitures américaines.

### XXIesiècle
La fin provisoire de l'embargo des États-Unis contre Cuba au milieu des années 2010 amène un regain de l'activité touristique à La Havane. Néanmoins, au-delà du charme exotique de la destination et du faible taux d'insécurité, la pauvreté, la prostitution, les coûts élevés, l'état des transports et des télécommunications, la qualité de la nourriture, la saturation de l'aéroport international José Martí ou encore les relents de la propagande castriste sont critiqués. Très officiellement, la consommation  se fait sur un marché qui comporte deux prix pour une chose vendue : celui pour les Cubains (peso cubano) et celui des touristes (Peso convertible) qui est le double du premier et non marchandable.
Hansel Hernandez, est un Afro-Cubain de 27 ans tué à La Havane le 24 juin 2020 par les forces de l'ordre d’une balle dans le dos. Les rassemblements pour protester contre les conditions de cette mort sont interdits. Des militaires et des membres de la Police nationale révolutionnaire interviennent pour empêcher les manifestations.

## Tourisme
En tant que capitale du pays, La Havane constitue la principale destination de Cuba et l’une des plus complètes : elle répond à la demande du tourisme balnéaire, de luxe, culturel et d’affaires, entre autres. Chaque année, elle attire des millions de touristes grâce à sa large offre touristique mais également car elle sert de porte d’entrée sur le territoire cubain avec l’aéroport international José-Martí.
Les visiteurs apprécient certains quartiers de la ville et plus particulièrement La Habana Vieja, Vedado et Centro Habana. La Havane sert également de vitrine au pays avec ses voitures américaines colorées et les façades de ses demeures coloniales.
La ville jouit d’une richesse culturelle, architecturale et historique. La Havane affiche un grand nombre de monuments aux styles très différents : néoclassique, baroque colonial, ou encore art déco, tels que des anciens palaces coloniaux habités par certains Havanais, le Capitolio de La Habana à l’image du Capitole des États-Unis ou encore des mosaïques architecturales Art déco. L’histoire de La Havane se manifeste dans tous les quartiers de la ville à travers les édifices ou les nombreux musées qui la peuplent, tels que le Museo de Bellas Artes (musée des Beaux Artes) ou encore le Museo de la Revolución (musée de la Révolution). Il en va de même pour la trace qu’a laissée la révolution, puisque dans la ville il n’est pas rare de voir des images faisant référence à la lutte pour la liberté.
L’aspect culturel de la ville ne se résume pas seulement aux édifices et aux musées car La Havane est connue pour être une capitale pleine de vie avec la musique typiquement cubaine et ses danses telles que la salsa. C’est pourquoi sa vie nocturne est réputée parmi les plus animées du pays avec la présence de nombreuses discothèques mais également de cabarets comme le Tropicana.
La Havane peut également se targuer d’être une destination familiale puisque beaucoup de sites touristiques comme certains musées ont des espaces destinés aux enfants. De nombreuses sorties s’adressent aux parents comme aux enfants tels que le Planetario de La Habana (le planétarium de La Havane).
Outre les activités culturelles plus classiques, La Havane offre un large choix d’activités sportives avec des compétitions sportives comme le Triatlón de La Habana (triathlon de La Havane).
Un autre point fort de la ville est le fait qu’elle sert de point de départ pour un grand nombre d’excursions et d’activités mais également pour rejoindre d’autres villes et provinces cubaines telles que Viñales ou Matanzas.
Avec le secteur du tourisme en expansion en 2018, La Habana affiche une offre hôtelière très diverse : de nombreux hôtels à différentes gammes de prix sont disponibles, bien que l'accent soit mis sur les hôtels de luxe. Néanmoins les casas particulares, des chambres d’hôtes qui répondent aux budgets plus modestes, restent également très prisées.
Dans un article publié sur Slate, le journaliste Frédéric Martel se fait pour sa part très critique au sujet du tourisme à La Havane, dénonçant la dictature au pouvoir, la saturation de l'aéroport, la pauvreté, les coûts sur place plus élevés qu'imaginés, la rareté de la bonne musique et une vie culturelle famélique, une sécurité certes existante mais qui se dégrade, le développement de la prostitution, le peu d'accès à Internet ou encore les souvenirs fabriqués en Chine.

## Administration
La ville de La Havane qui est aujourd'hui le centre du pouvoir cubain, constitue à elle seule une province du pays : Ciudad de la Habana. Elle est dirigée par un maire, qui est également président de l'assemblée provinciale. Cette fonction est assurée par Yanet Hernández Pérez depuis le 28 mai 2023.

### Liste des maires
- 2003-2011 : Juan Contino Aslán
- 2011-2020 : Marta Hernández Romero
- 2020-2023 : Reinaldo García Zapata
- 2023- : Yanet Hernández Pérez

### Subdivisions administratives

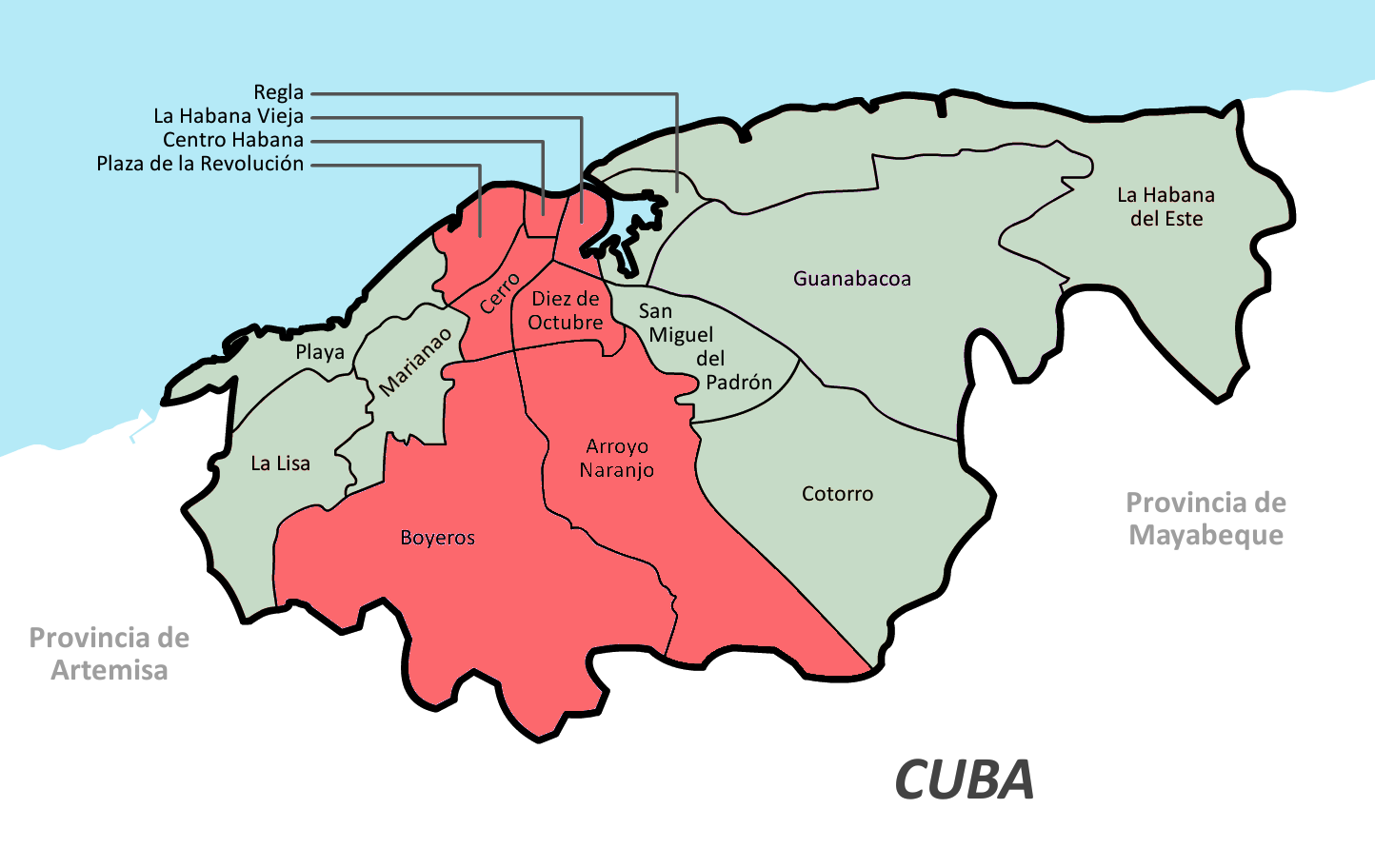
Municipios de La Havane.

La cité est divisée en 15 municipios — municipalités ou quartiers.
| Municipalité           | Population (2004) | Superficie (km2) | Densité (/km2) |
| ---------------------- | ----------------- | ---------------- | -------------- |
| Arroyo Naranjo         | 210 053           | 83               | 2 531          |
| Boyeros                | 188 593           | 134              | 1 407          |
| Centro Habana          | 158 151           | 4                | 39 538         |
| Cerro                  | 132 351           | 10               | 13 235         |
| Cotorro                | 74 650            | 66               | 1 131          |
| Diez de Octubre        | 227 293           | 12               | 18 941         |
| Guanabacoa             | 112 964           | 127              | 889            |
| La Habana del Este     | 178 041           | 145              | 1 228          |
| La Habana Vieja        | 95 383            | 5                | 19 077         |
| La Lisa                | 131 148           | 38               | 3 451          |
| Marianao               | 135 551           | 21               | 6 455          |
| Playa                  | 186 959           | 36               | 5 193          |
| Plaza de la Revolución | 161 631           | 12               | 13 469         |
| Regla                  | 44 431            | 9                | 4 937          |
| San Miguel del Padrón  | 159 273           | 26               | 6 126          |

Source : recensement de 2004. Surfaces de la redistribution municipale de 1976.

## Démographie

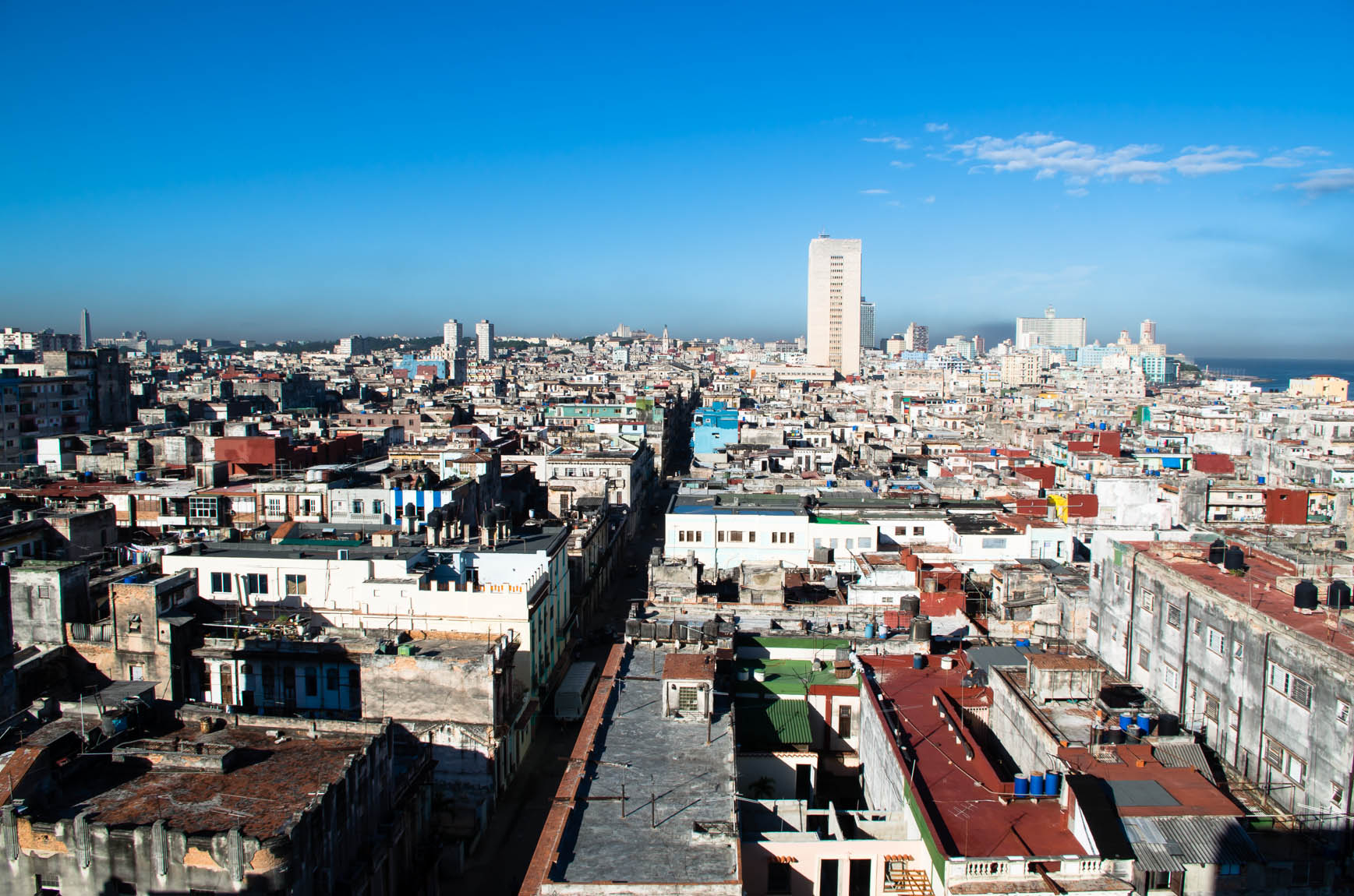
Centro Habana & Vedado.

Le riche milieu culturel de La Havane comprend non seulement des descendants d'Espagnols, mais aussi d'autres peuples européens. Durant la période précédant l'arrivée au pouvoir de Fidel Castro, la ville était divisée, tant économiquement qu'ethniquement. D'un côté, il existait une minorité riche et éduquée, ainsi qu'une importante classe moyenne ; et de l'autre côté la majorité ouvrière. Quand le gouvernement de Castro arriva au pouvoir en 1959, ce système changea. Les possibilités d'éducation et d'accès à l'emploi furent offertes à tous les Cubains, quel que soit leur milieu d'origine. Cependant, les postes à plus haute responsabilité sont généralement réservés aux membres du Parti communiste. Concernant le logement, le gouvernement suit une politique dépourvue de discrimination — d'après la constitution cubaine, le logement n'est pas un droit individuel mais un devoir de l'État.
Pendant les XVIIIe et XIXe siècles, ainsi que pendant la première partie du XXe siècle, d'importantes vagues de migrations existèrent, depuis la péninsule Ibérique jusqu'à La Havane.
Barrio Chino (es) est l'un des plus anciens quartier chinois d'Amérique latine. Avec l'arrivée de Castro, une grande partie de cette population chinoise a quitté le pays.

## Éducation
Le gouvernement national prend entièrement en charge l'éducation, et il existe ainsi des écoles primaires, secondaires et professionnelles en nombre suffisant à travers La Havane. Tous les enfants reçoivent une éducation, qui est par ailleurs gratuite à tous les niveaux. De plus, mis à part l'enseignement supérieur, l'instruction est obligatoire.
L'université de La Havane, située dans le quartier Vedado, fut créée le 21 septembre 1728 par les frères dominicains de l'ordre des Prêcheurs ; il s'agit de l'université la plus ancienne de Cuba, et de l'une des plus anciennes du continent américain. Peu après la révolution cubaine, l'université, ainsi que tous les autres centres d'éducation, furent nationalisés. Depuis, plusieurs autres universités ont été créées, comme l'Institut polytechnique José Antonio Echeverría (es), où est formée la majorité des ingénieurs cubains aujourd'hui.
La région de La Havane compte plusieurs écoles de médecine. Parmi elles, l'ELAM, Escuela Latinoamericana de Medicina (es) en espagnol, École Latino-américaine de Médecine en français, est une école internationale de médecine très importante à Cuba, c'est aussi une partie prééminente du système de santé cubain.
Fondée en 1999 et exploitée par le gouvernement cubain, l'ELAM a été décrite comme étant probablement la plus grande école médicale dans le monde. Environ 10 000 et 12 000 étudiants de 27 et 29 pays ont été signalés comme étant inscrits en 2006, respectivement au début 2007. Toutes les personnes inscrites sont des étudiants internationaux de l'extérieur de Cuba et elles proviennent principalement de l'Amérique latine et des Caraïbes ainsi que d'Afrique. L'école accepte également des étudiants des États-Unis — 91 auraient été inscrits en janvier 2007. Frais de scolarité, d'hébergement et conseil sont gratuits, une petite allocation est prévue pour les étudiants,,,,.
La mission de l'ELAM est de former des médecins généralistes et des fournisseurs de soins de santé primaires pour les communautés pauvres en dehors de Cuba,. Il est préféré que les étudiants de l'ELAM viennent des communautés les plus pauvres avec l'intention de retourner pratiquer dans ces domaines dans leur pays. La préférence est donnée aux candidats qui sont financièrement démunis et/ou aux personnes de couleur qui montrent le plus d'engagement à travailler dans leurs communautés pauvres,,,. Les décisions finales d'admission sont prises par un comité représentant les professeurs d'ELAM et le ministère cubain de la Santé publique (es).

## Transports

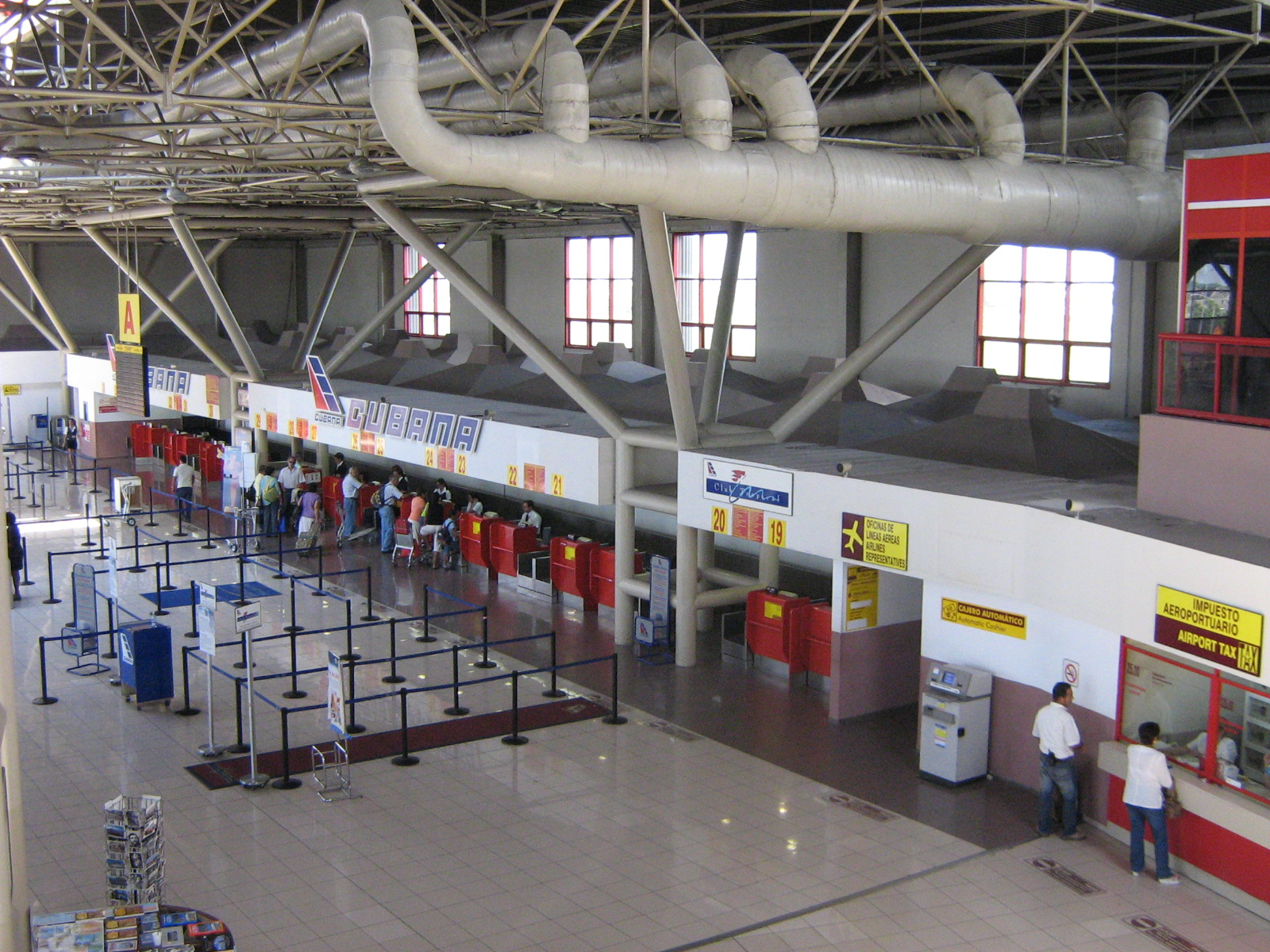
Terminal 3 de l'aéroport international José-Martí.

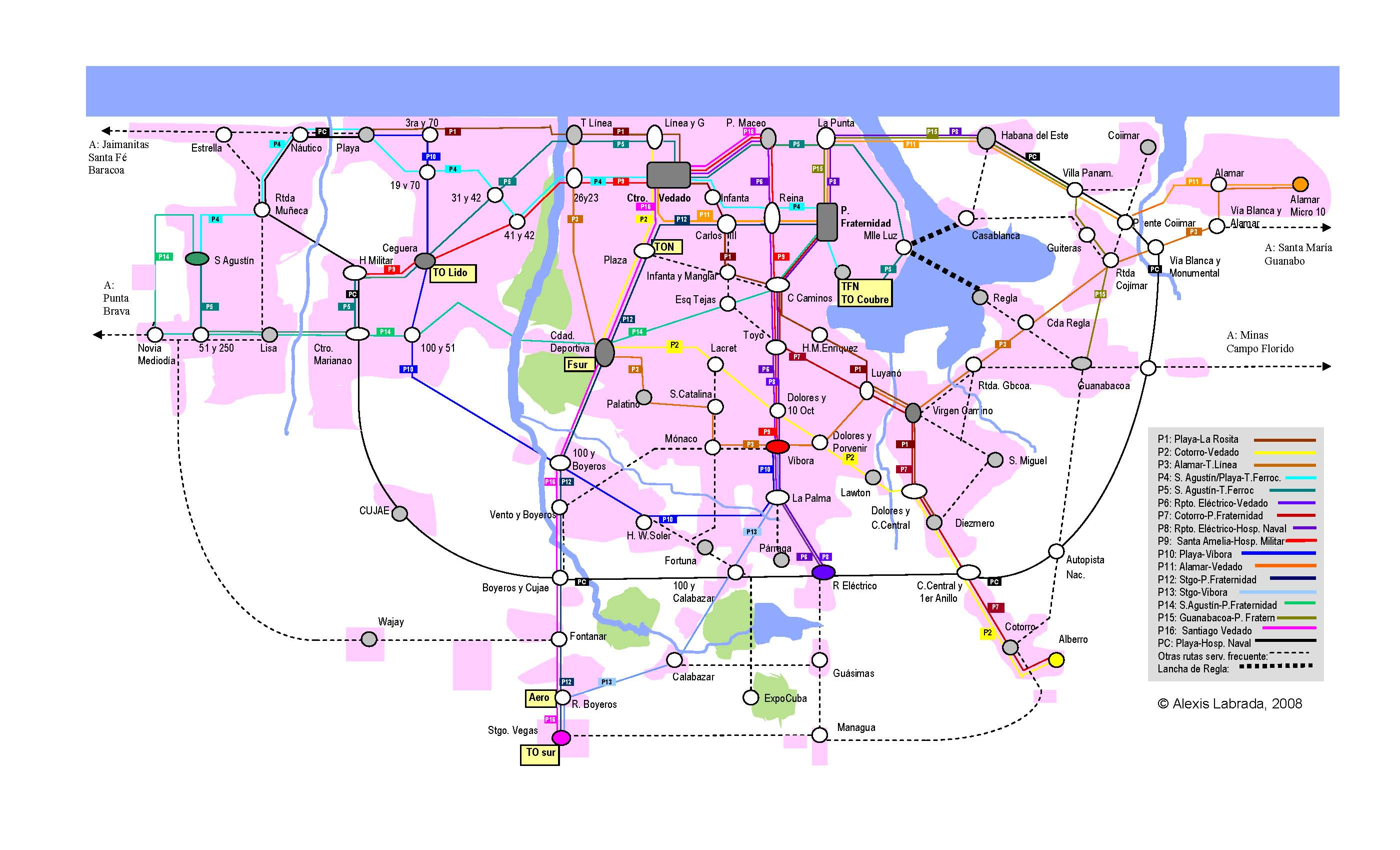
Plan des lignes de bus.

La ville est desservie par l'aéroport international José-Martí.
La Havane est traversée par la Carretera Central, une route qui parcourt l'île de Cuba d'ouest en est entre la province de Pinar del Río et celle de Guantánamo.
Tous les moyens de transport possibles sont utilisés à La Havane. Cela va de la marche à pied en passant par la voiture. Il y a de nombreux taxis, utilisant des voitures européennes récentes ou des vieilles Lada déglinguées en passant par des voitures américaines des années 1950.

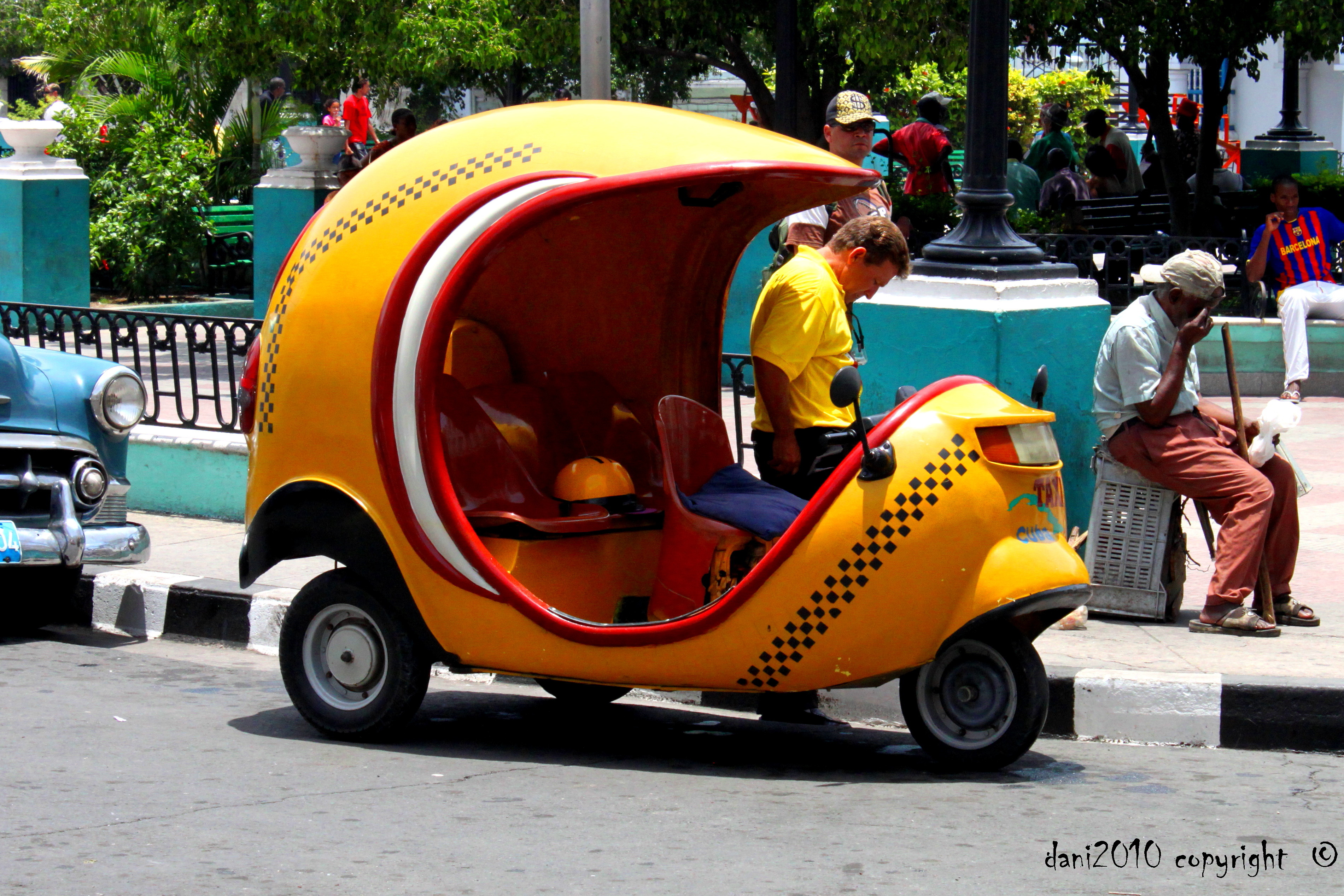
cocotaxi

Il existe aussi des calèches à chevaux, idéales pour faire un tour de ville, et des triporteurs appelés bicytaxis très populaires dans la vieille Havane, et des cocotaxis qui sont des scooters en forme de noix de coco.
Un réseau de seize lignes de bus, géré par la Metrobús (es), principalement utilisé par les Cubains, parcourt l'agglomération.
Un service maritime, la Lancha de Regla, permet la traversée de la baie de La Havane.
De nombreuses excursions sont proposées par les hôtels et les offices de tourisme. La gare routière propose des liaisons journalières bon marché dans des bus gérés par les Omnibus Nacionales, dans des véhicules Yutong modernes et confortables avec des destinations dans toute l'île.
Enfin, le train est surtout utilisé par les Cubains et la capitale possède une importante gare ferroviaire.
Il est aussi possible de louer des voitures et des scooters. Les prix sont comparables à ceux pratiqués en Europe.

## Prison
La Villa Marista est une prison notoire pour la détention de prisonniers politiques par l'agence de sécurité nationale cubaine.

## Patrimoine
La Havane a beaucoup hérité de l'architecture coloniale espagnole. Elle est membre de l'Organisation des villes du patrimoine mondial.

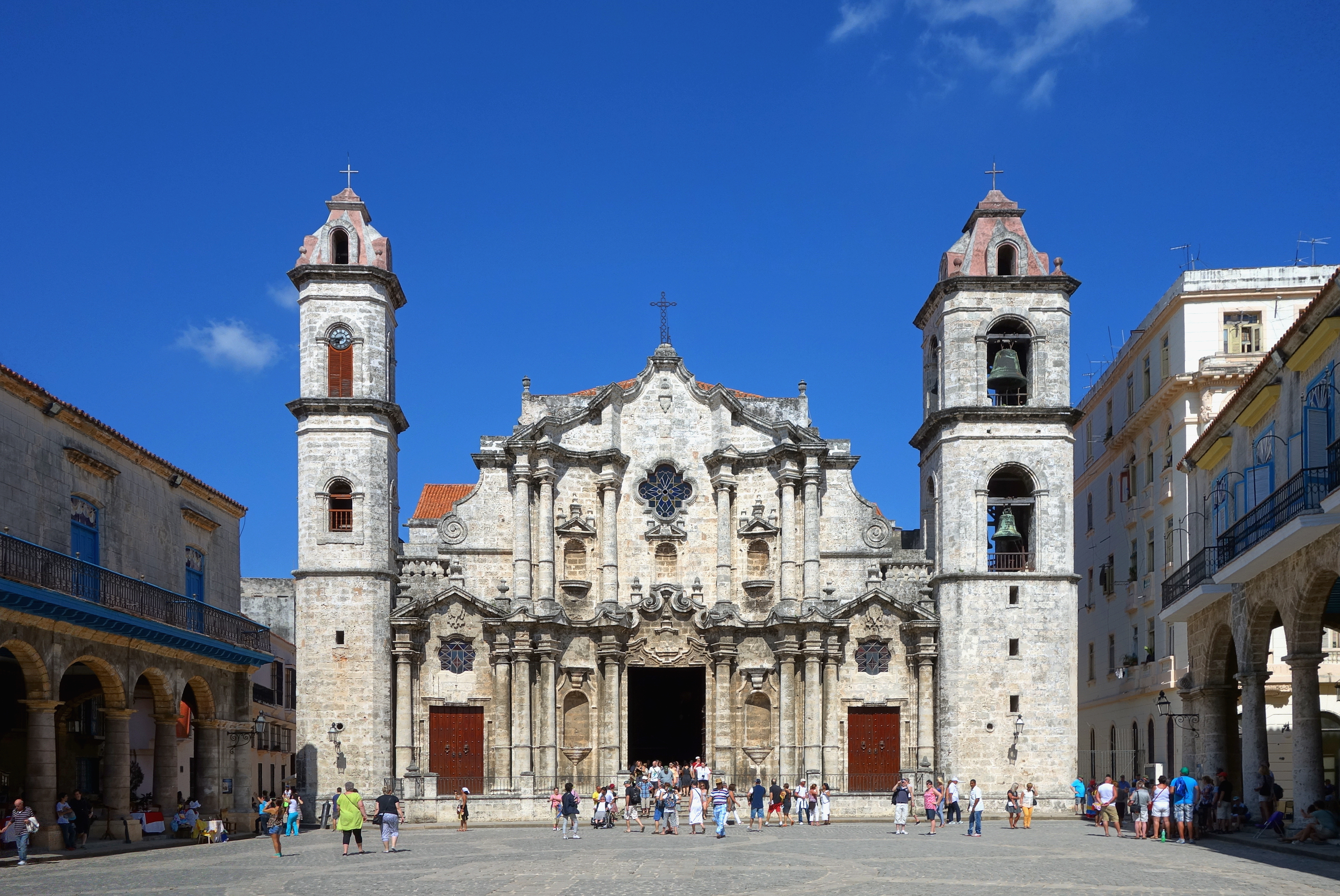
Catedral de La Habana.

Son architecture est restée préservée des ravages du modernisme et les immeubles, aux couleurs délavées par le temps, sont autant de témoignages de la splendeur de l'empreinte espagnole. Ce qui n'empêche pas une partie de la ville, non restaurée, d'être dans un état de délabrement avancé. Les anciens palais de l'aristocratie coloniale sont occupés par des familles pauvres, qui n'ont pas les moyens de les entretenir. Cette situation reflète les difficultés économiques de l'île depuis 1962 dues essentiellement, pour certains, à l'embargo imposé par les États-Unis, par d'autres à la politique économique fondée sur le socialisme et la mainmise de l'État sur les moyens de production (sans oublier la chute de l'URSS qui était un partenaire économique privilégié du régime).
La ville est en bordure de l'océan Atlantique, le Malecón est une voie routière qui longe la côte. On trouve de l'autre côté de la rue des bâtiments aux façades pastel, délavées par le soleil et l'air marin. Comme toutes celles du début du XXe siècle, ces maisons ont deux ou trois étages et une loggia, le tout dans des styles les plus divers.
La Havane garde le souvenir de ses forteresses et de son rempart érigé à partir du XVIIe siècle sur le front de mer.
La Habana Vieja, le cœur historique de La Havane classé comme appartenant au patrimoine de l'humanité par l'UNESCO, est le plus grand centre-ville colonial d'Amérique latine. Après deux siècles de quasi-abandon, le quartier retrouve de sa splendeur grâce aux travaux de restauration conduits par Eusebio Leal Spengler (es), l'historiador de la ciudad. Habana Vieja se caractérise par son architecture hispano-andalouse mise en valeur par le soleil tropical et une végétation luxuriante. Le temps semble s'être arrêté sans faire pour autant du quartier un musée poussiéreux. Le programme de restauration ne s'étend pas seulement aux monuments et aux bâtiments les plus importants mais concerne aussi les boutiques et les petites maisons d'habitation. Il s'agit de permettre à Habana Vieja de retrouver sa beauté et sa vitalité d'antan en tenant compte des exigences modernes. Dominée par la silhouette élégante de l'église, la Plaza de la Catedral est un des hauts lieux de Habana Vieja. 
Le Christ de La Havane est une sculpture monumentale représentant Jésus de Nazareth sur une colline surplombant la baie de La Havane.

## Culture

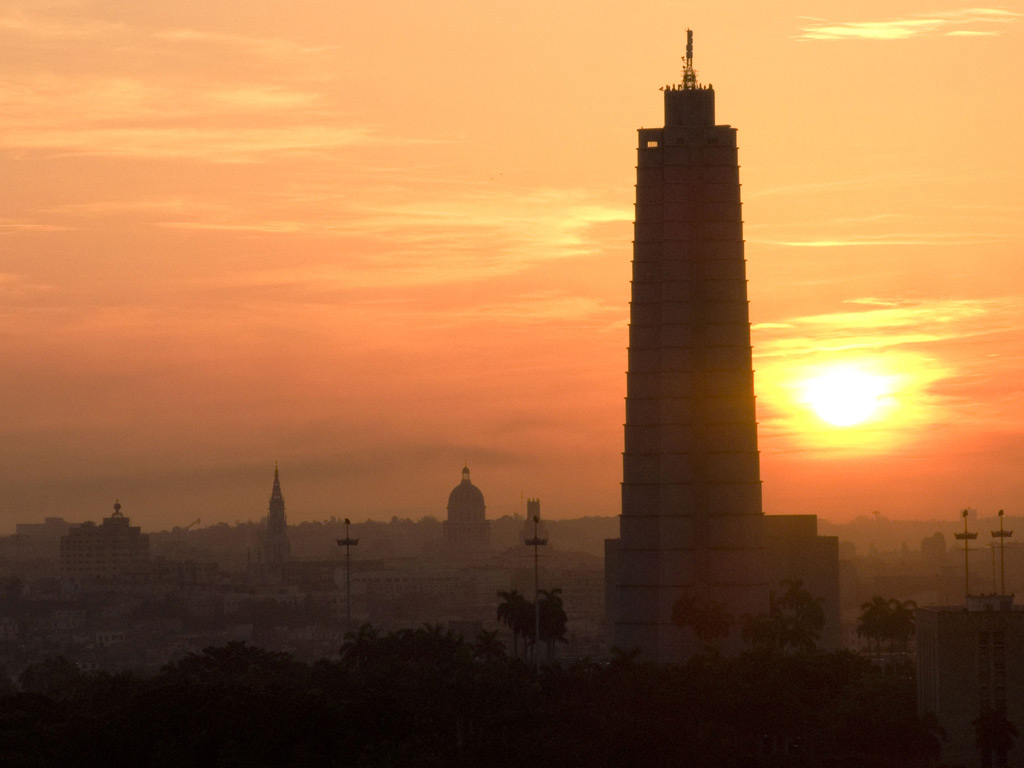
La tour du mémorial José Martí au crépuscule.

Avant la révolution cubaine, la capitale possédait 135 salles de cinéma dont la plupart ont été fermées : il n’en reste plus qu’une vingtaine.
La ville est le foyer de plusieurs manifestations culturelles importantes telles que le Festival international de Ballet de La Havane (es), le Festival del Nuevo Cine Latinoamericano, le Plaza Jazz Festival et le Festival international de guitare Leo Brouwer.
Ville natale de l'écrivain et poète moderniste José Martí qui est honoré par le mémorial José Martí, la ville est une des plus actives en Amérique latine. Ainsi, la Foire internationale du livre de La Havane fêtait ses 20 ans d'existence en 2011. Elle a accueilli pour l'occasion 360 000 visiteurs et près de 700 000 livres furent vendus.

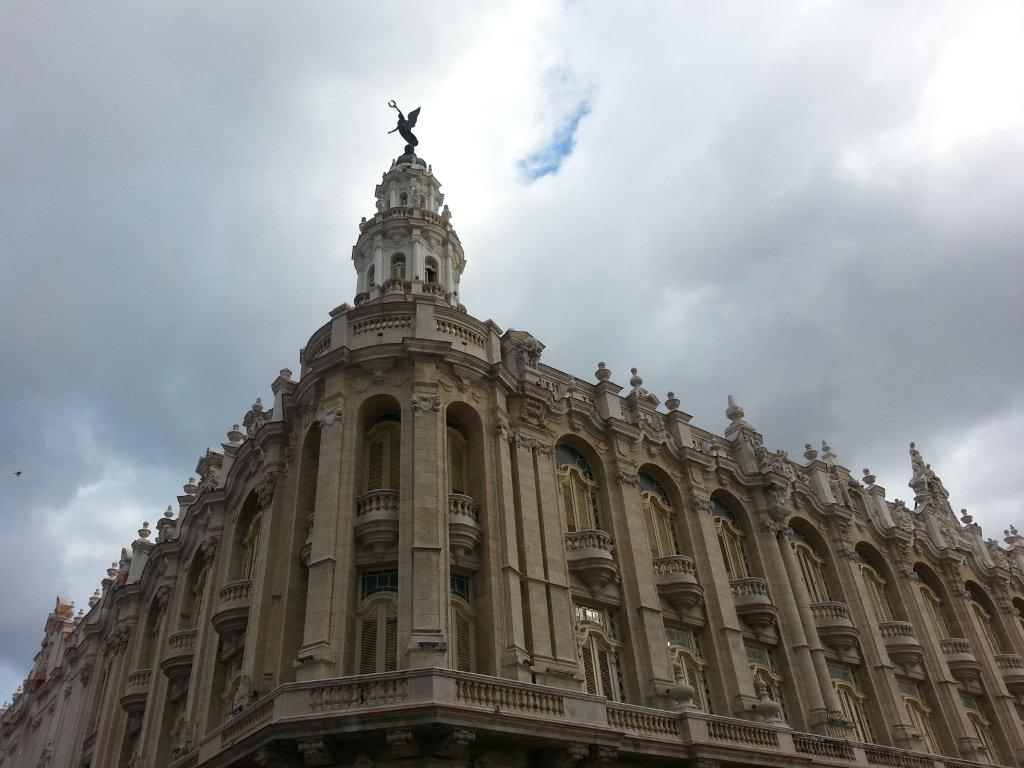
Grand Théâtre.

Au début de 2015, les « United Buddy Bears », considérés comme la plus grande exposition d'art en plein air au monde, étaient accueillis à Cuba sur la « Plaza San Francisco de Asis ». Les Buddy Bears ont visité la Havane pendant plus de huit semaines. L'exposition n'est pas commerciale à l'origine. Elle apporte son soutien à des projets d'aide aux enfants dans le monde entier. Le but principal de l'exposition est de promouvoir l'idée de tolérance et de compréhension mutuelle entre les pays, cultures et religions et de communiquer la vision d'un monde de paix pour l'avenir.
La Casa de las Américas (ou « Maison de l'Amérique ») est une institution chargée de promouvoir l'art et la littérature des peuples de langue espagnole, du Rio Grande jusqu'à la Patagonie, qui accueille chaque année un festival littéraire. Le jury comprend des personnalités telles que Gabriel García Márquez et Mario Vargas Llosa.
Il y a aussi des discothèques et des boîtes de nuit, cabarets, théâtres, etc., où les touristes nationaux et étrangers peuvent passer la nuit.

## Personnalités liées à la ville
- Ernest Hemingway, écrivain, journaliste et correspondant de guerre américain, lauréat du prix Nobel de littérature en 1954
- Aylín Mújica, actrice cubaine.
- Cecilia Samartin, romancière américaine.
- José Martí, homme politique cubain.
- Alicia Alonso, danseuse et chorégraphe cubaine.
- Andy García, acteur, producteur et réalisateur américano-cubain.
- José Raúl Capablanca, joueur d'échec cubain.
- Tomás Gutiérrez Alea, réalisateur cubain.
- Juana Borrero, peintre et poétesse cubaine.
- Tony Plana, acteur américano-cubain.
- Danay Garcia, actrice cubaine.
- Camila Cabello, chanteuse, interprète, auteur, compositrice cubaine-mexicaine.
- Armando Rodríguez Ruidíaz, compositeur et musicien cubain.
- Luis Robert, joueur cubain de baseball.
- María Teresa Mestre, Grande-duchesse consort du Luxembourg.
- Pierre Le Moyne d'Iberville, (1661, Montréal - † 1706, La Havane), fondateur de la Louisiane et des villes de Biloxi et Mobile, est un navigateur, commerçant, militaire, corsaire et explorateur canadien à l'époque de la Nouvelle-France.
- Ricardo Alarcón, homme politique cubain.
- Caridad Atencio, poétesse, écrivaine et essayiste cubaine.

## Événements
Du 17 au 24 juillet 2010, La Havane a accueilli le 95e Congrès mondial d'espéranto.

## Blason
Le blason de La Havane se compose de trois tours de forts qui représentent les trois principaux forts qui défendaient à l'origine la ville : le fort Fuerza, le fort El Morro et le fort San Salvador de la Punta. La clé représente l'image de La Havane comme la « clé vers le Nouveau Monde et un rempart des Caraïbes », ceci repris d'un décret royal espagnol de 1634. Le blason est soutenu par une branche de chêne d'un côté et une couronne de laurier de l'autre. Le chêne symbolise la force de la nation, et le laurier l'honneur et la gloire. Ces symboles étaient censés représenter les droits de l'Homme : égalité, liberté et fraternité.

## Sports
De nombreux Cubains sont passionnés de sport, et particulièrement de baseball et aussi de volley-ball où l'équipe nationale est considérée comme appartenant aux meilleures nations du monde. Les deux équipes de baseball de La Havane qui jouent dans le championnat de Cuba de baseball, sont les Industriales et les Metropolitanos Guerreros. La ville est équipée de plusieurs stades importants, les plus importants étant l'Estadio Latinoamericano (avec ses 50 000 places), l'Estadio Panamericano ou le stade José-Martí, ce dernier étant dans un état de délabrement avancé après avoir constitué dans les années 1940 un des plus beaux stades des Caraïbes. L'admission aux événements sportifs est généralement gratuite, et de nombreux matchs improvisés sont disputés à travers les quartiers de la ville.
- La Havane fut ville hôte des Jeux panaméricains de 1991. Des stades et des infrastructures furent ainsi construits dans les banlieues relativement peu peuplées de l'Est.
- La Coupe du monde des nations d'athlétisme 1992 se déroula à la Havane.
- La Havane se déclara candidate pour accueillir les Jeux olympiques d'été de 2012, mais ne fut pas sélectionnée.

## Jumelages

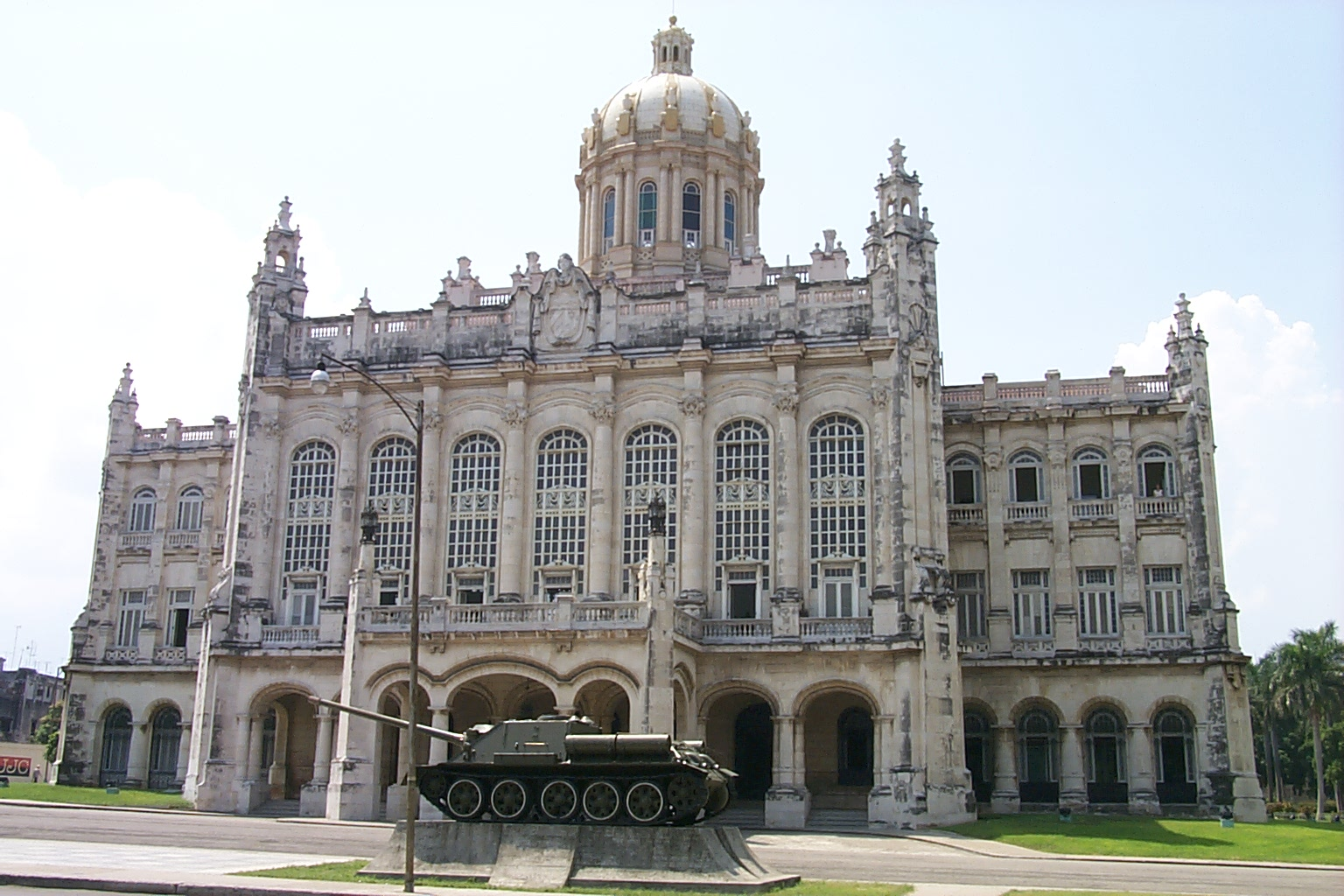
Musée de la Révolution.

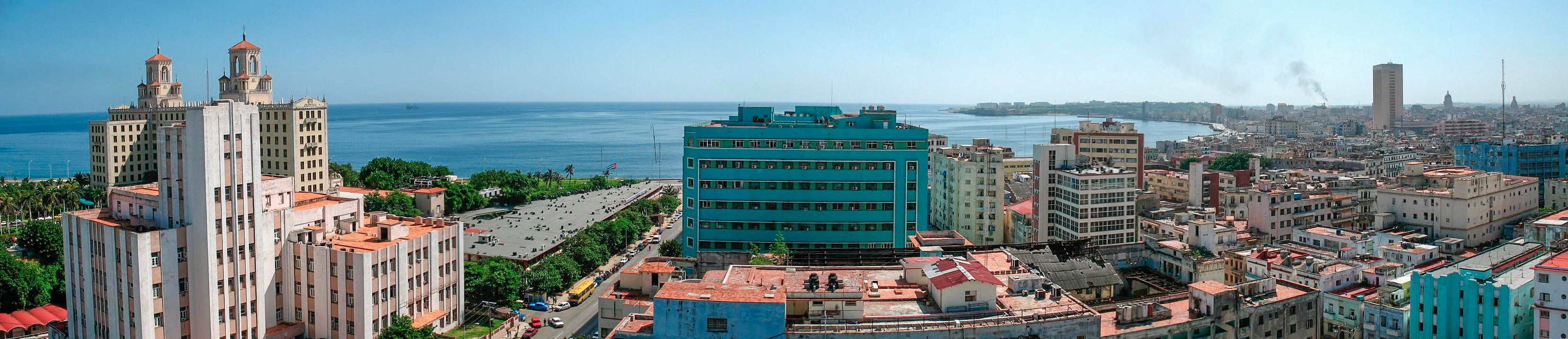
Panorama sur Vedado.

| Ville | Ville                 | Pays | Pays                   | Période                     |
| ----- | --------------------- | ---- | ---------------------- | --------------------------- |
|       | Athènes               |      | Grèce                  |                             |
|       | Barcelone             |      | Espagne                |                             |
|       | Cadix                 |      | Espagne                |                             |
|       | Constanța             |      | Roumanie               |                             |
|       | Cuzco                 |      | Pérou                  | depuis le 22 novembre 1993  |
|       | Gijón                 |      | Espagne                |                             |
|       | Glasgow               |      | Royaume-Uni            | depuis 2002                 |
|       | Ispahan               |      | Iran                   |                             |
|       | Istanbul              |      | Turquie                |                             |
|       | Izmir                 |      | Turquie                | depuis 1995                 |
|       | Kiev,                 |      | Ukraine                | depuis le 21 février 1994   |
|       | La Paz                |      | Bolivie                |                             |
|       | Madrid                |      | Espagne                |                             |
|       | Manille               |      | Philippines            |                             |
|       | Mar del Plata         |      | Argentine              |                             |
|       | Mexico                |      | Mexique                | depuis le 25 septembre 1997 |
|       | Minsk                 |      | Biélorussie            | depuis 2005                 |
|       | Mobile                |      | États-Unis             |                             |
|       | Pékin                 |      | Chine                  |                             |
|       | Rio de Janeiro        |      | Brésil                 |                             |
|       | Rotterdam             |      | Pays-Bas               |                             |
|       | Saint-Domingue        |      | République dominicaine |                             |
|       | Saint-Pétersbourg     |      | Russie                 | depuis 2000                 |
|       | Sintra                |      | Portugal               |                             |
|       | Sullana               |      | Pérou                  |                             |
|       | São Bernardo do Campo |      | Brésil                 |                             |
|       | São Paulo             |      | Brésil                 | depuis 1997                 |
|       | Séville               |      | Espagne                |                             |
|       | Tijuana               |      | Mexique                |                             |
|       | Tolède                |      | Espagne                |                             |
|       | Téhéran               |      | Iran                   |                             |
|       | Windhoek              |      | Namibie                | depuis le 23 octobre 2001   |

## Galerie d'images

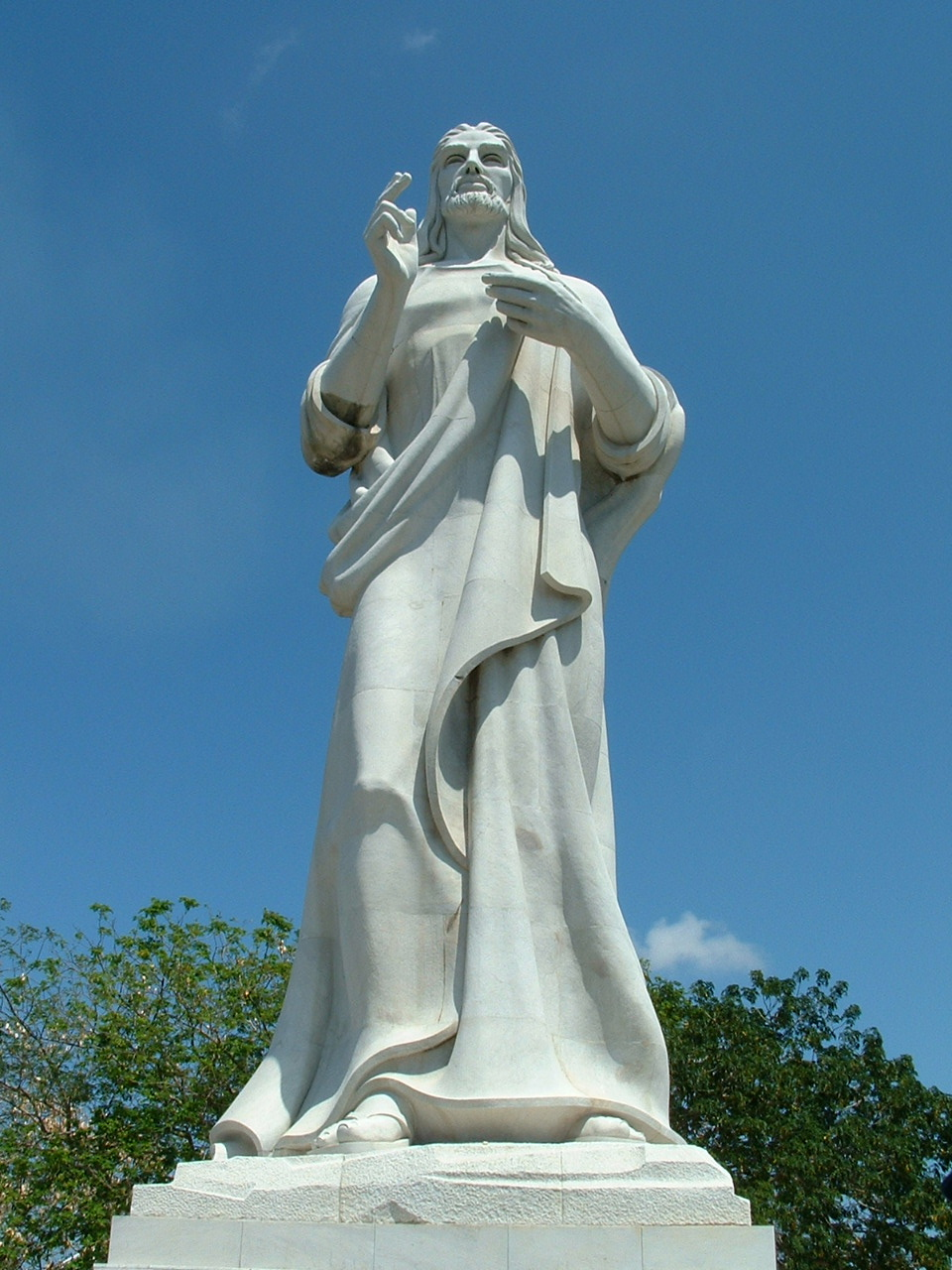
Christ de La Havane de Jilma Madera.
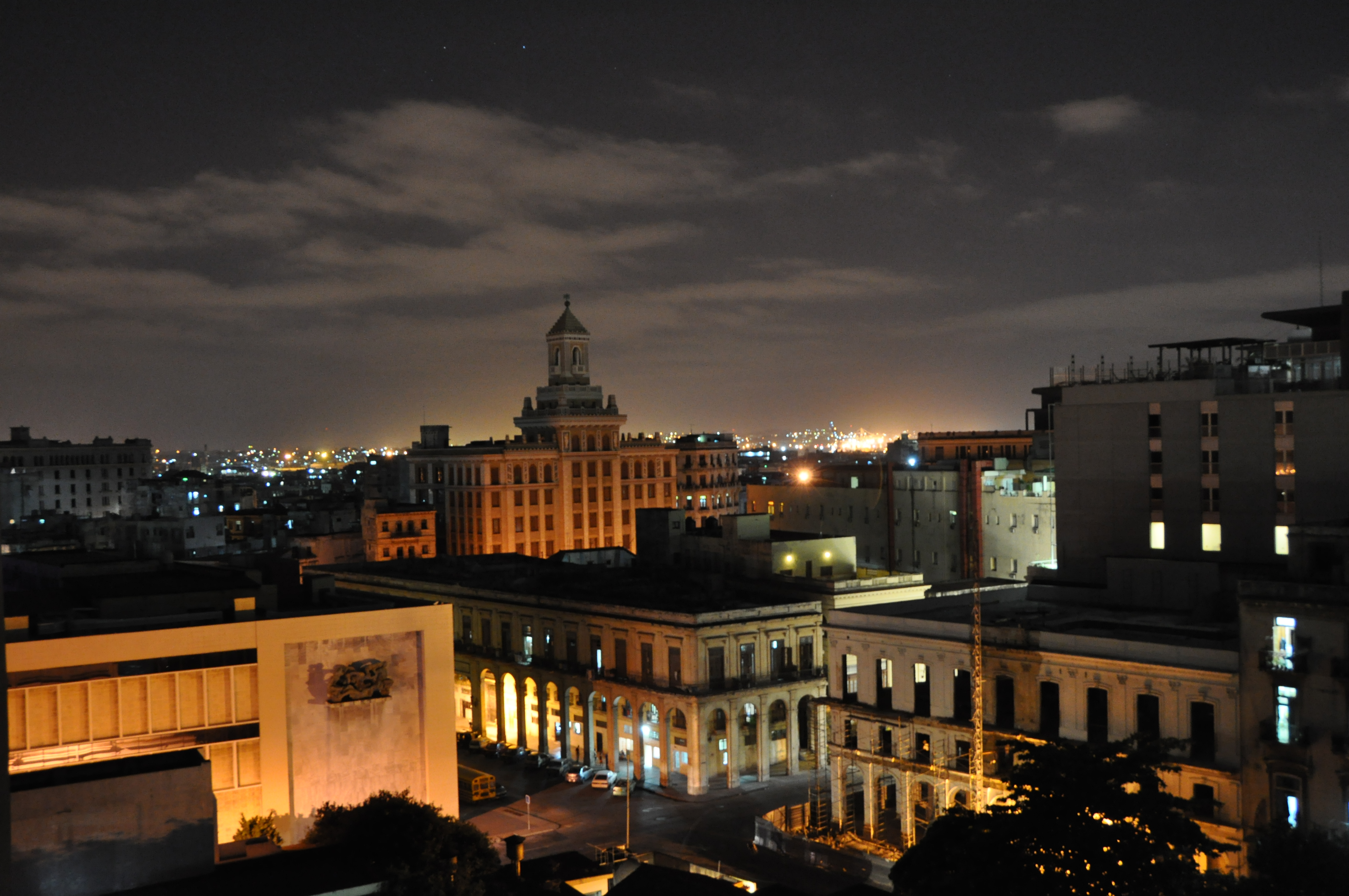
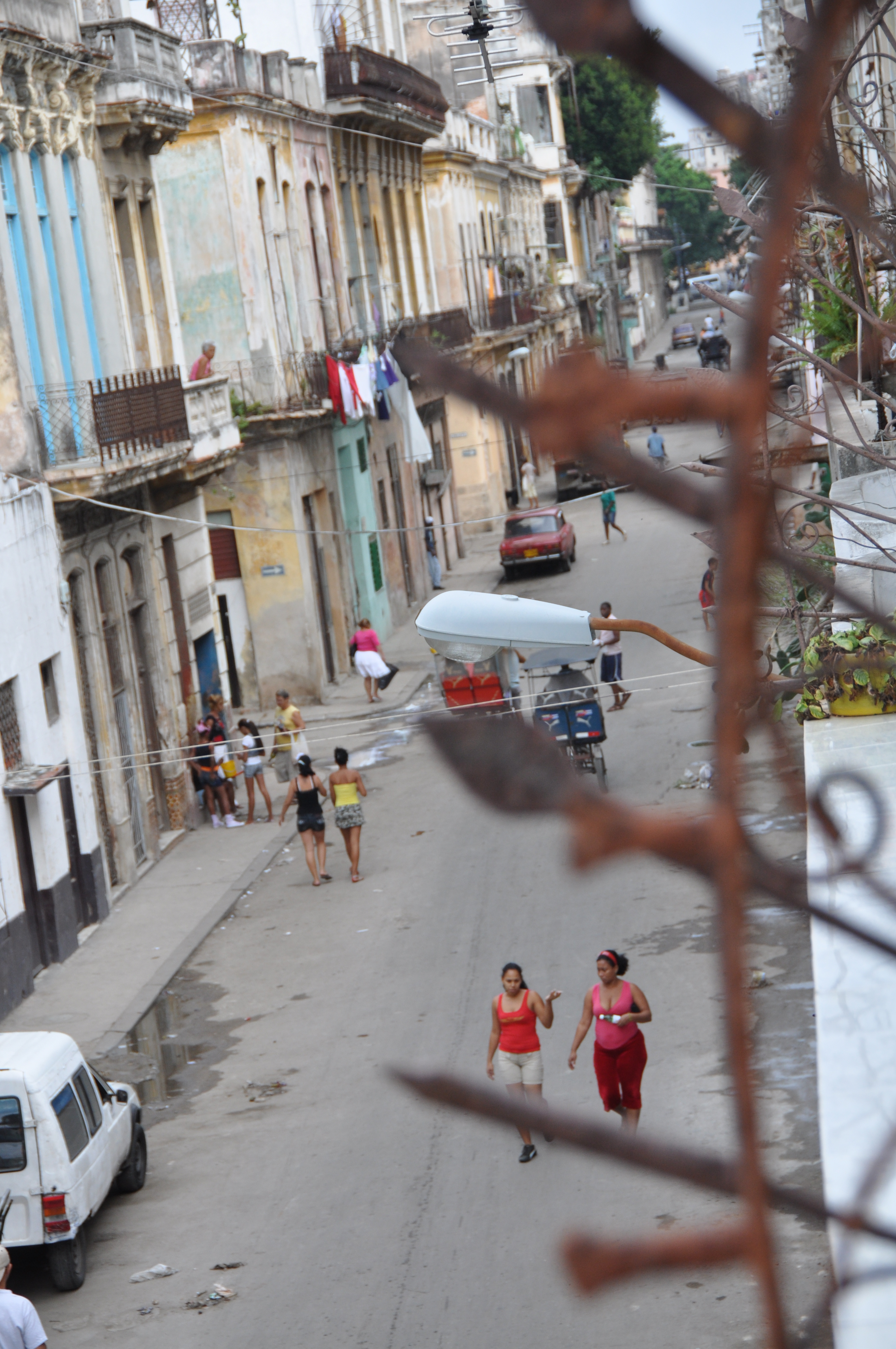
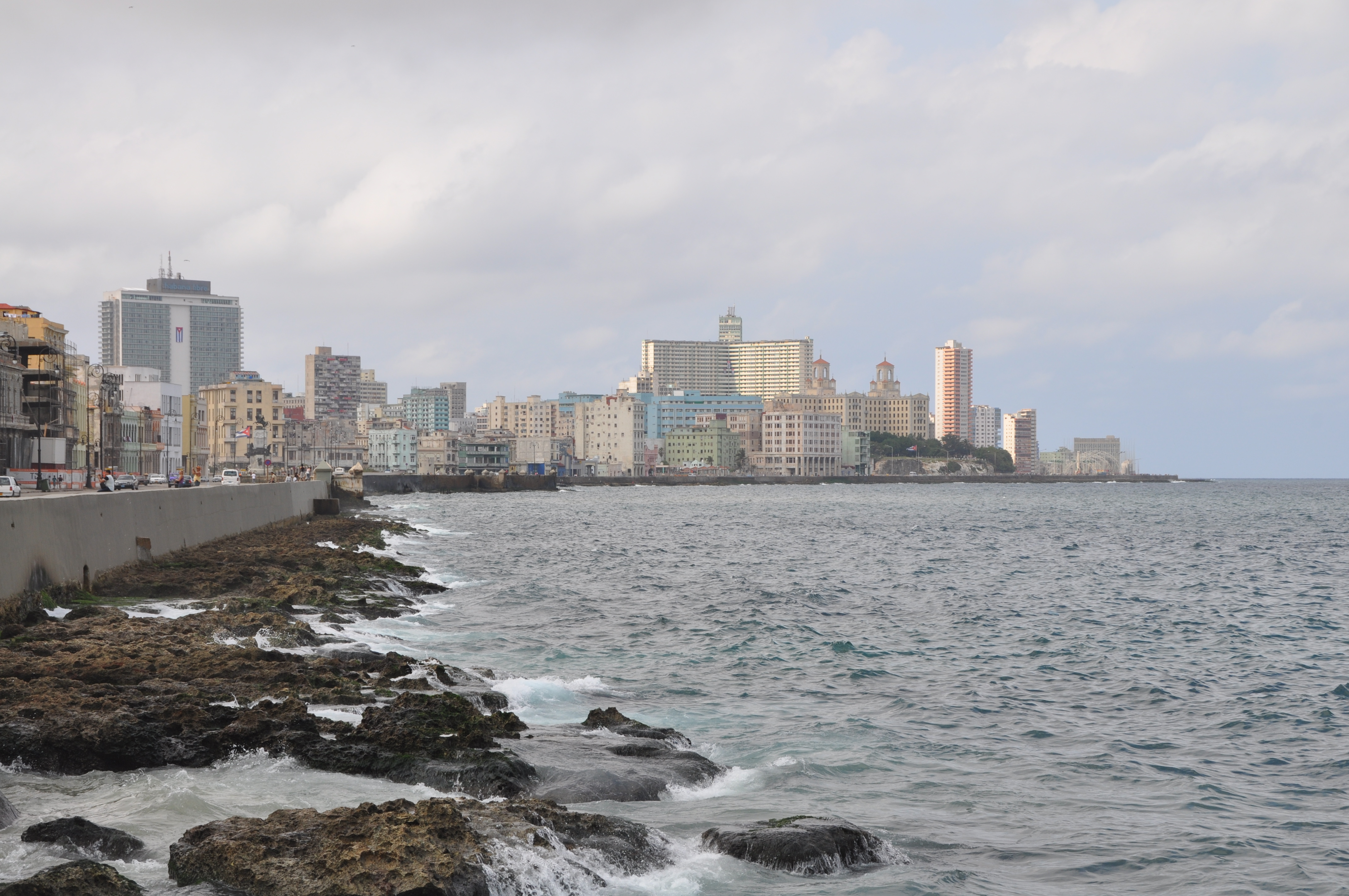
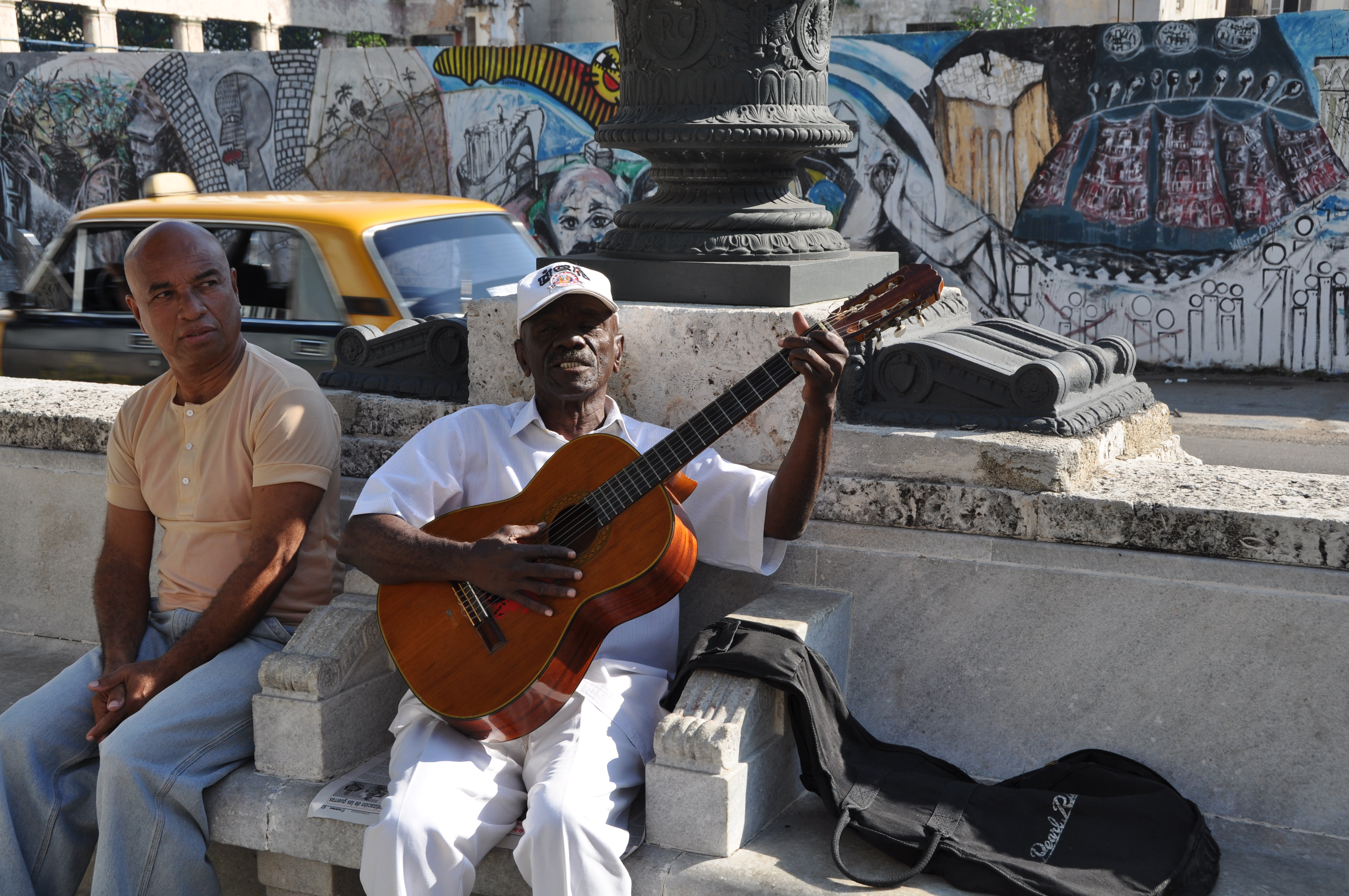
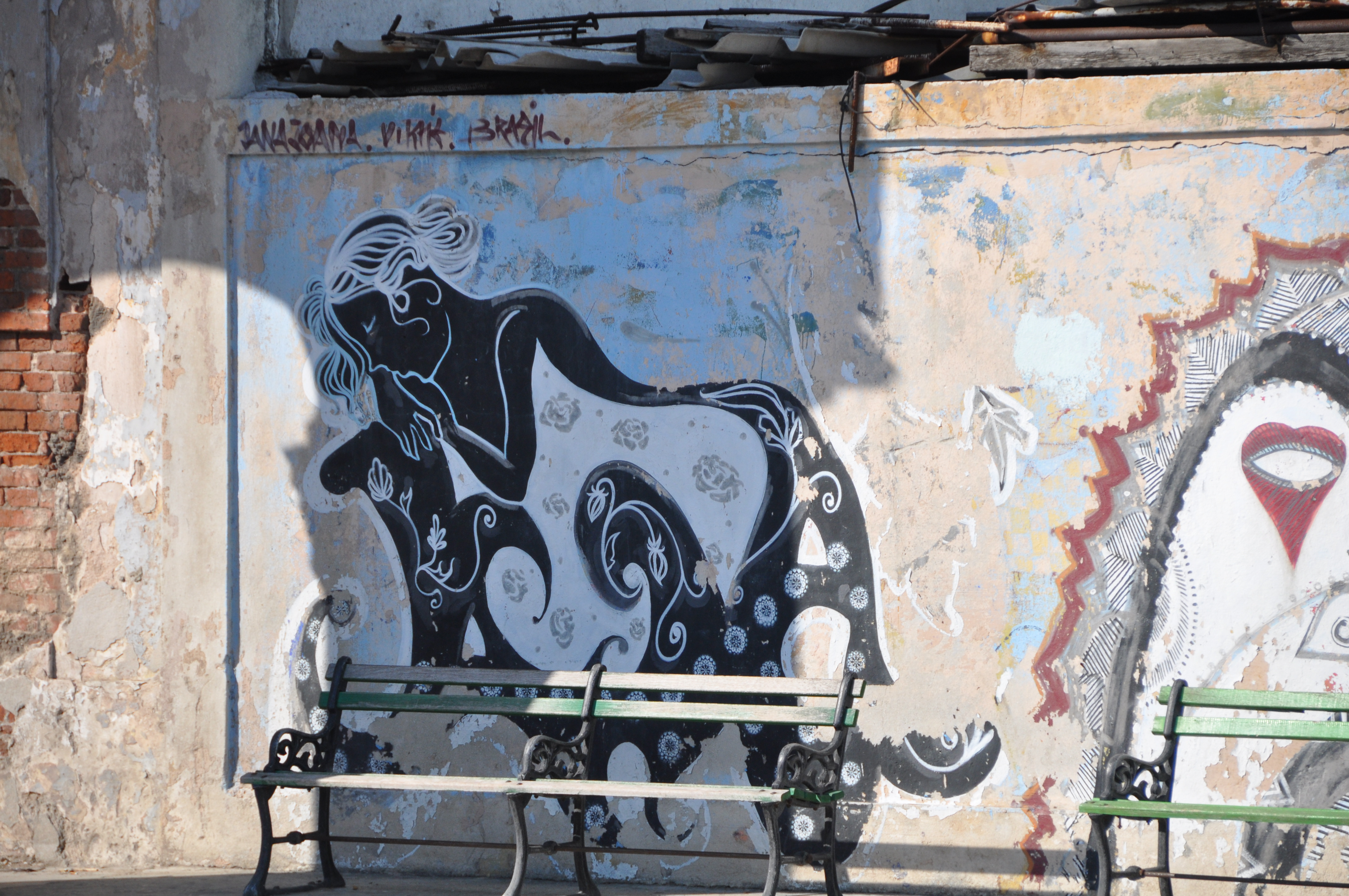
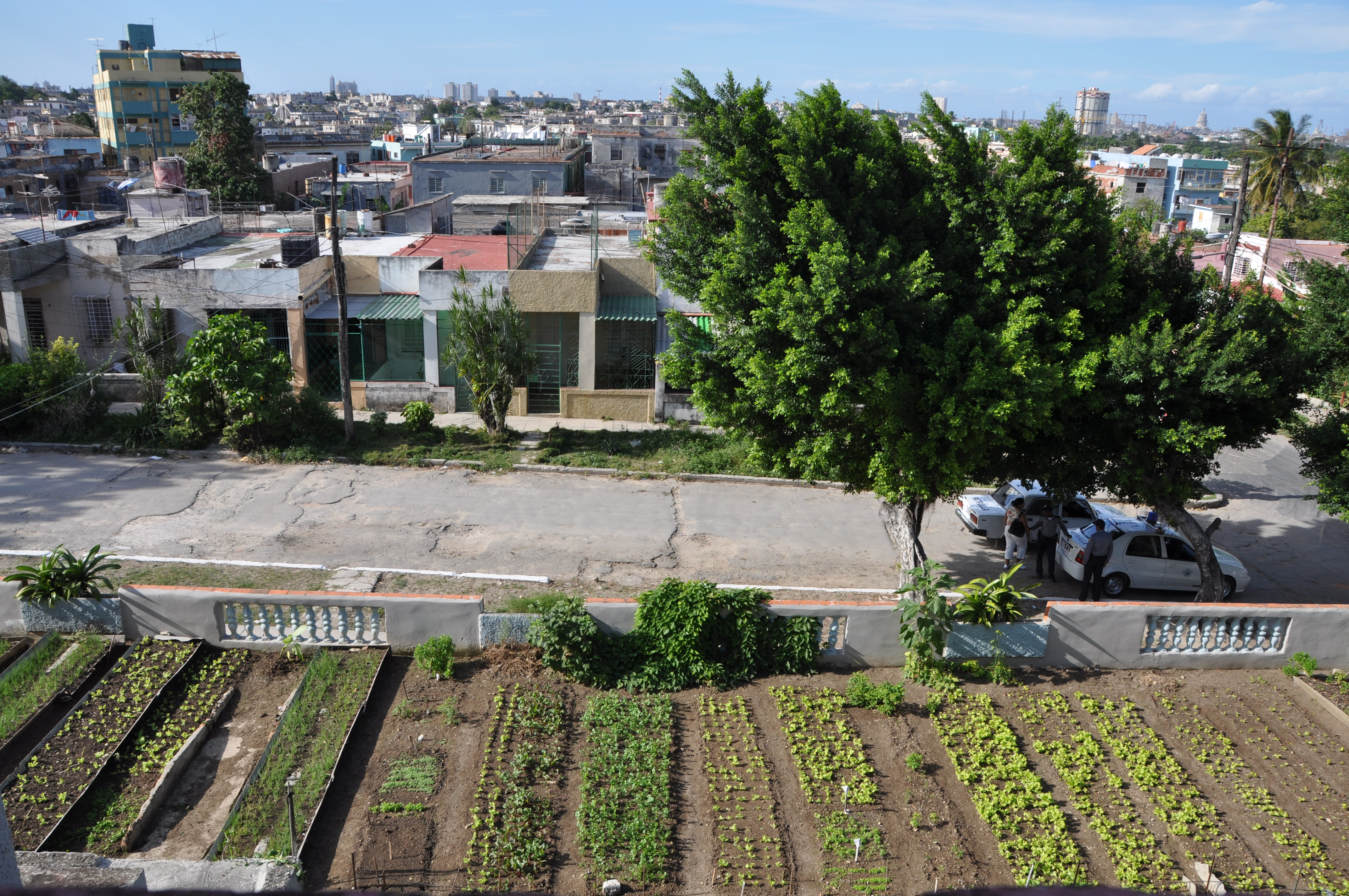
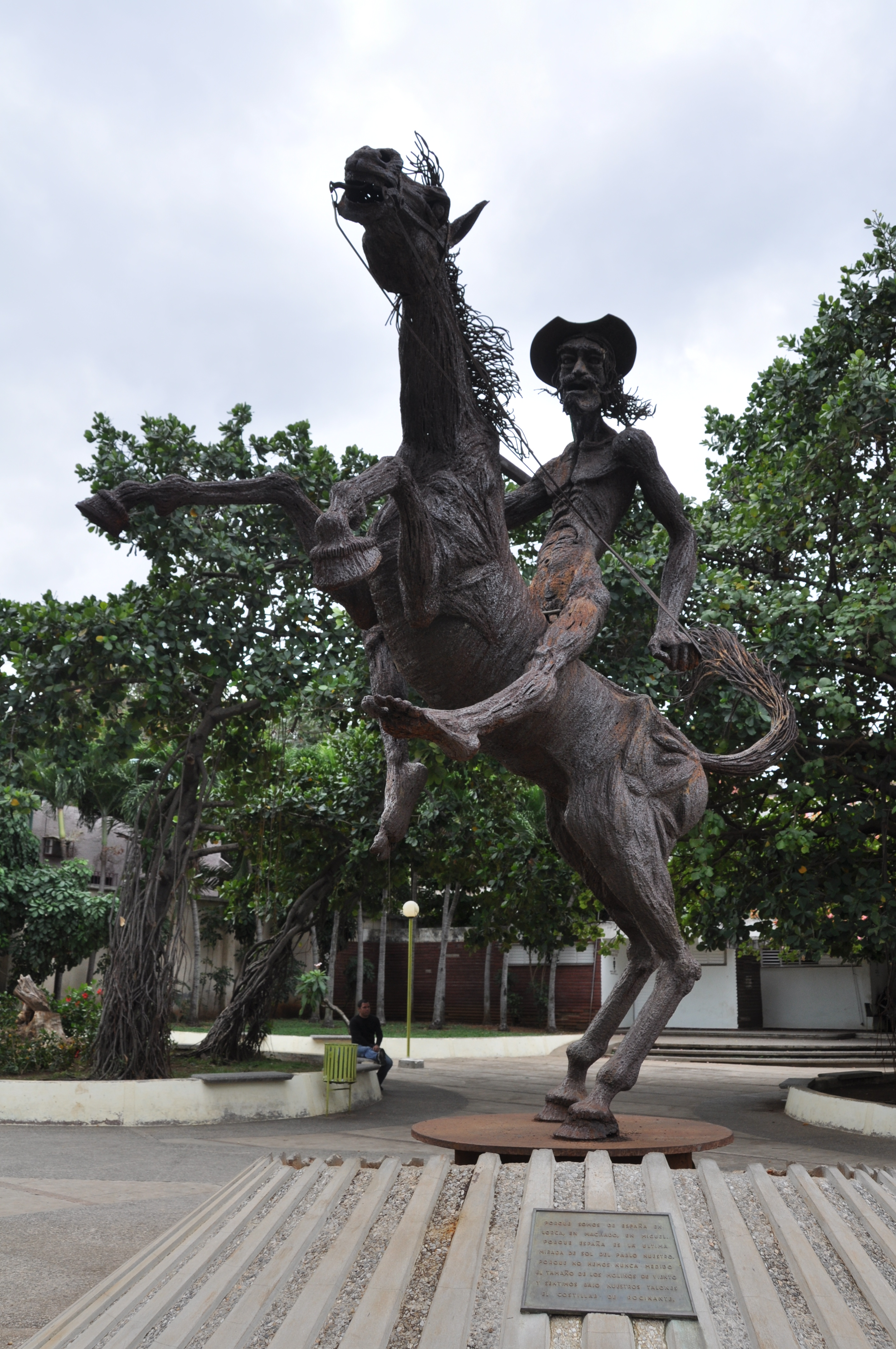
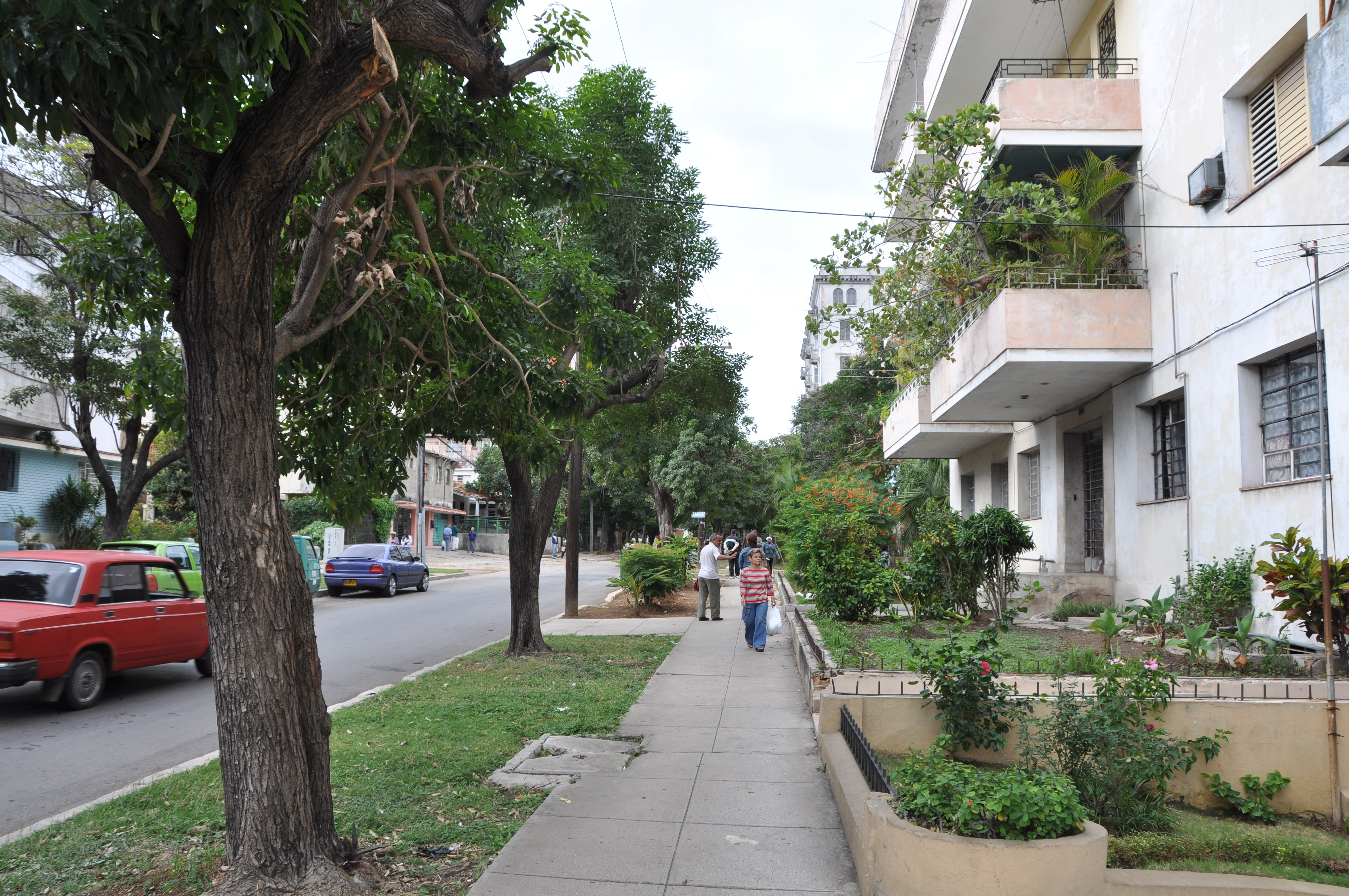
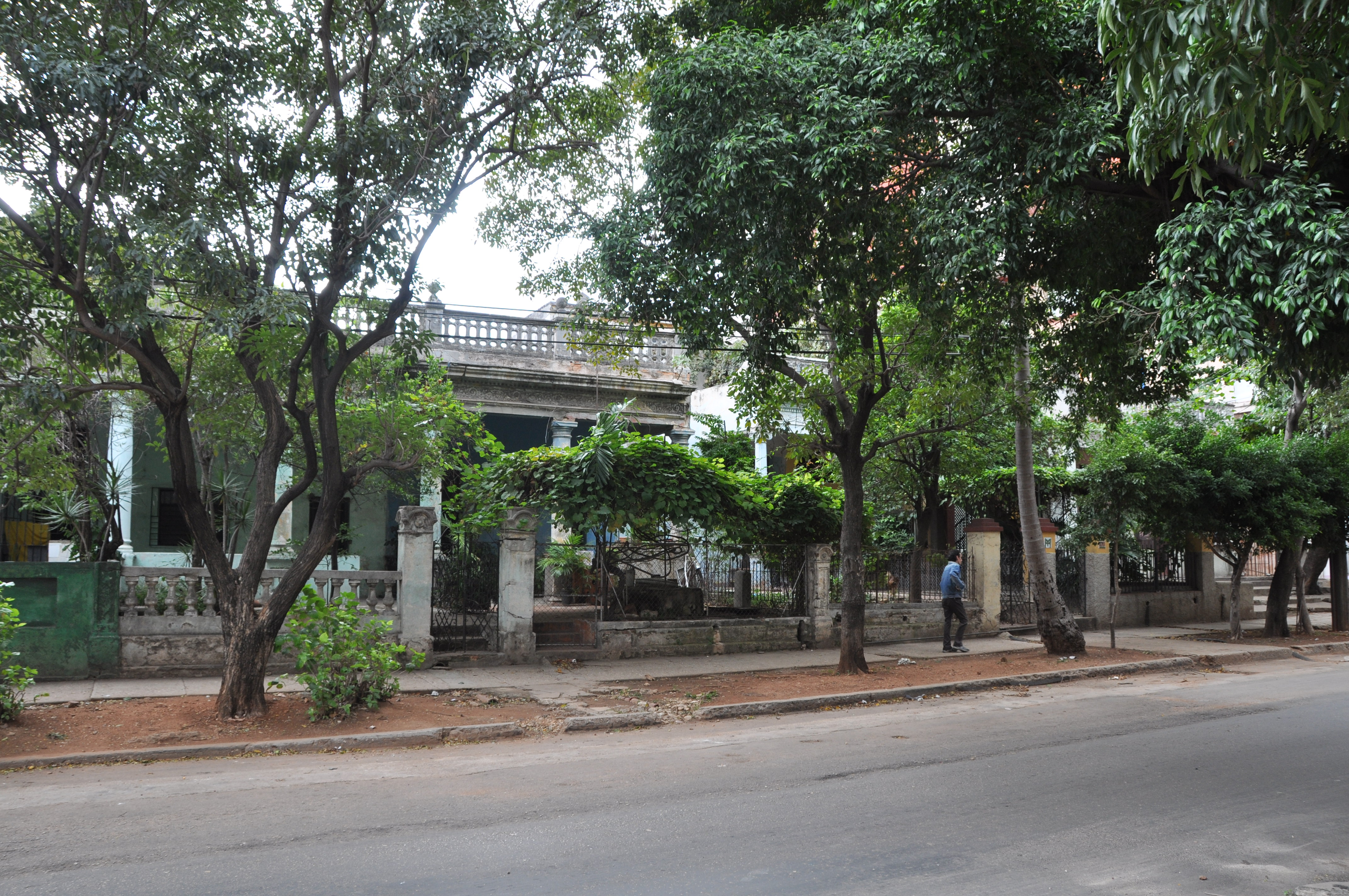
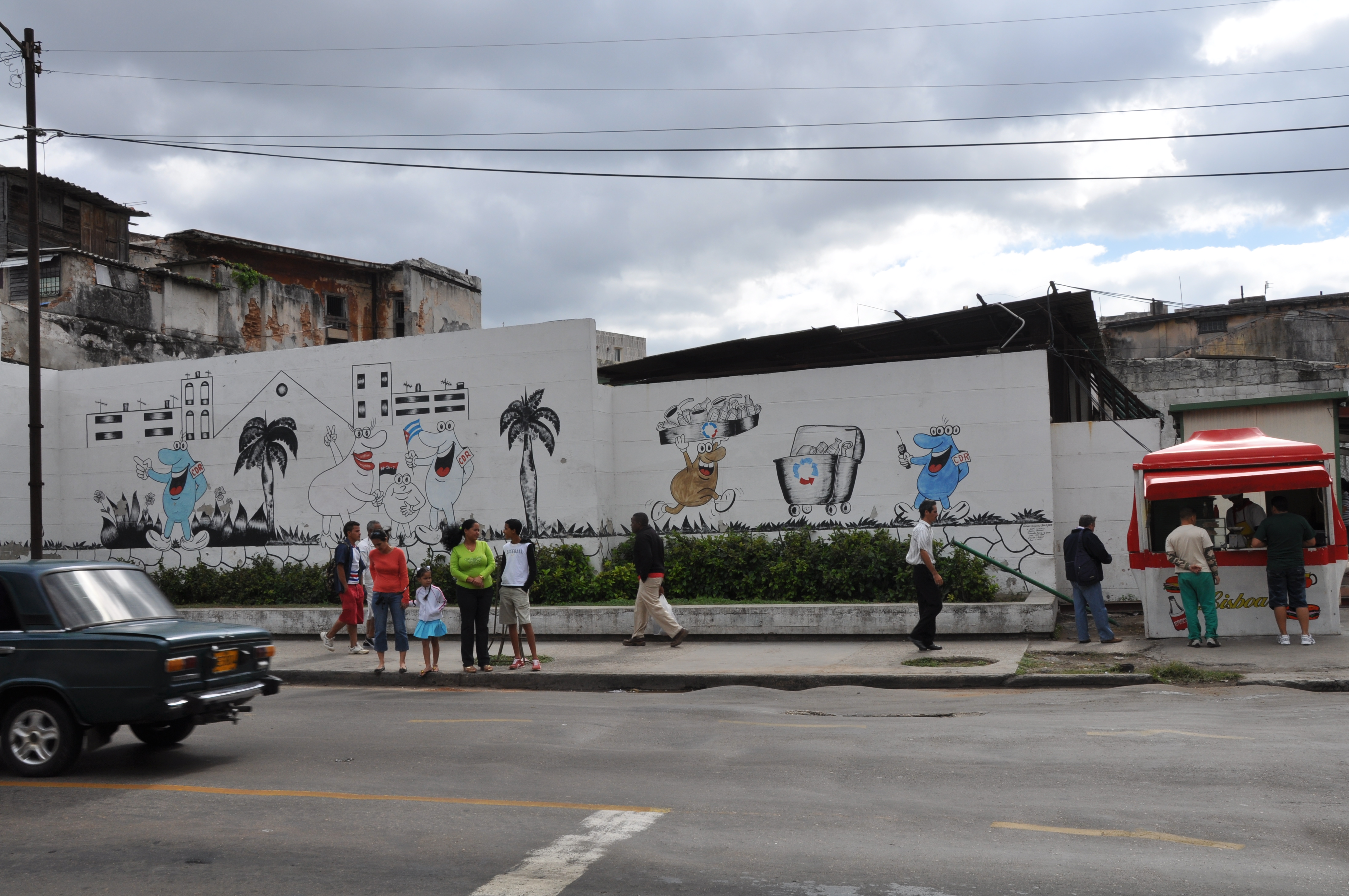
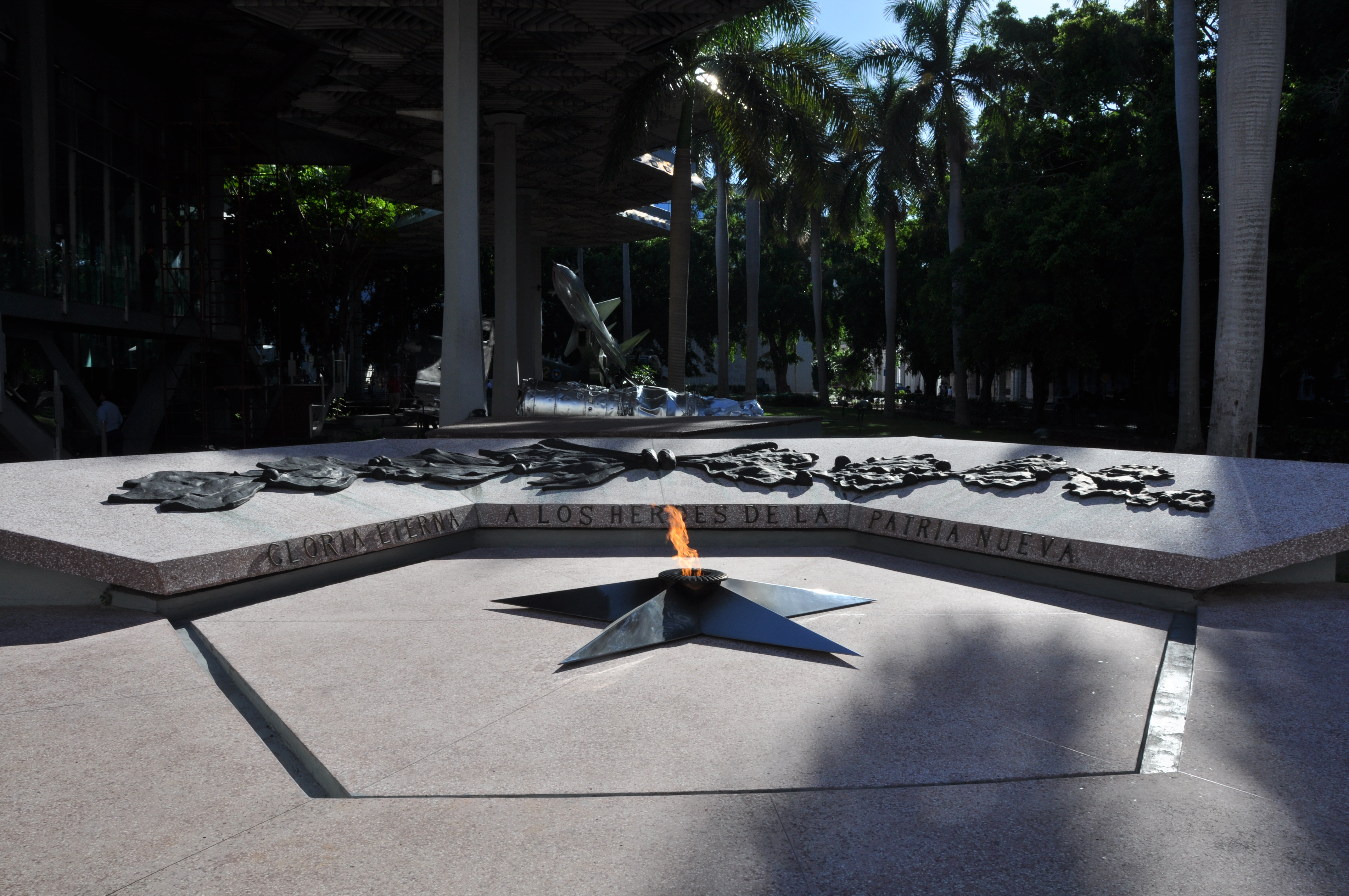
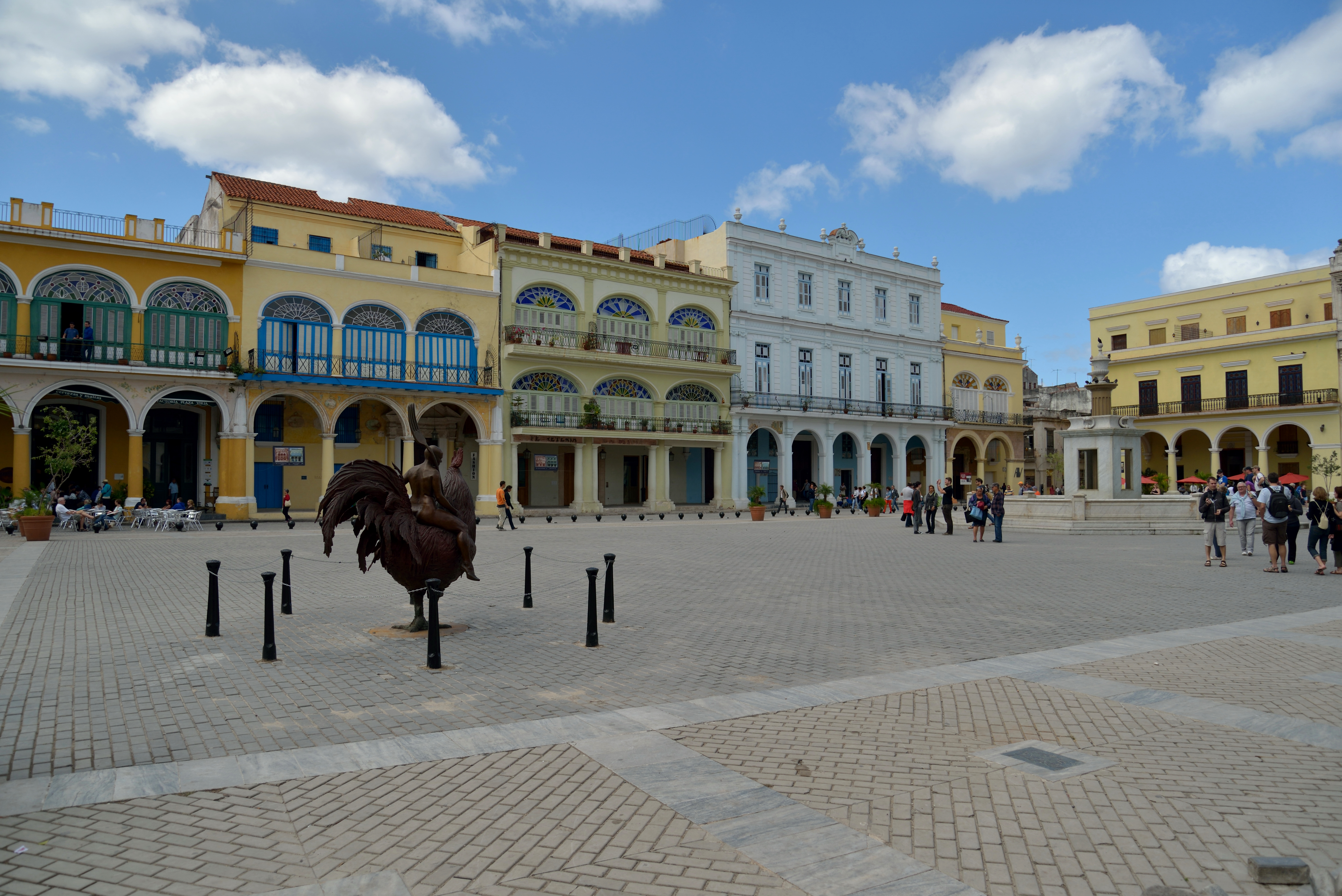
La place vieille.
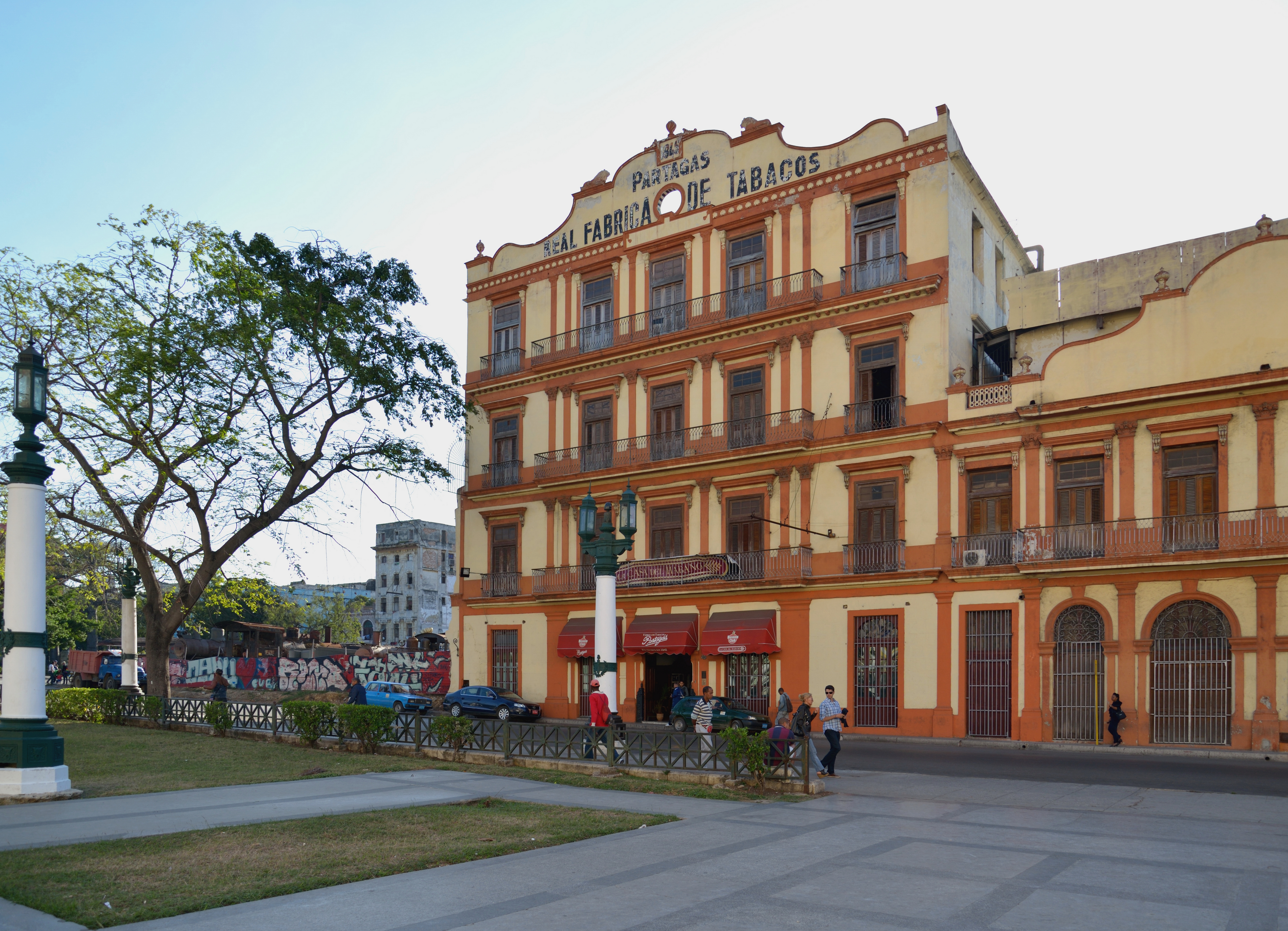
Fabrique de cigare derrière de Capitole.
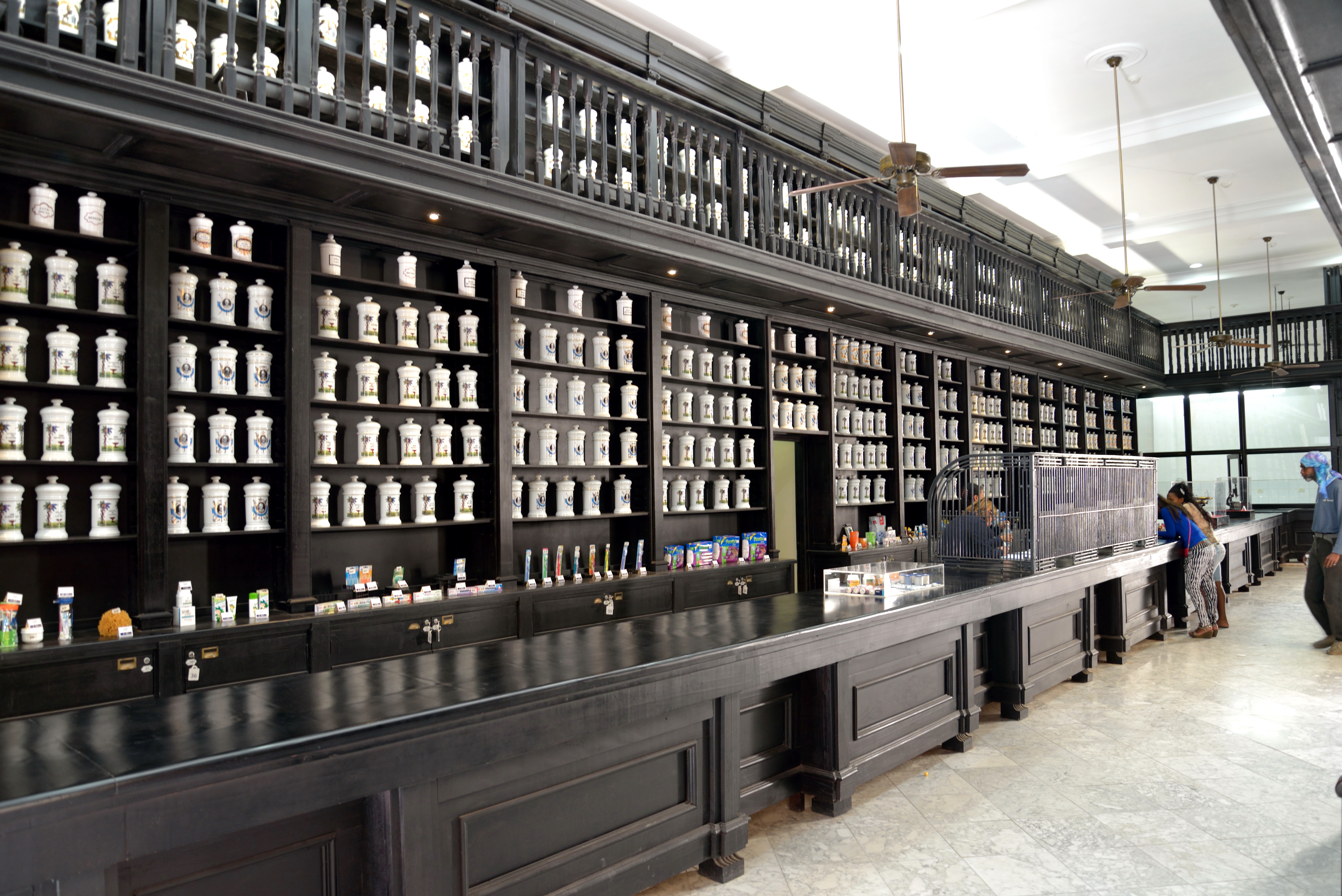
Pharmacie, rue Obispo.

### Filmographie
- (es) Suite Habana, film de Fernando Pérez, Cameo Media, Barcelona, 2004, 1 h 20 min (DVD).
- (de) Havanna : Die neue Kunst, Ruinen zu bauen, film de Florian Borchmeyer et Matthias Hentschler, Arthaus, s. l., 2007, 1 h 26 min 50 s (DVD).
- Carnaval à La Havane, film de Claude Santiago, Centre national de la cinématographie, Paris, 2009, 26 min (DVD).
- Rues de La Havane, film de Pablo Tréhin-Marçot, le Laboratoire du cinéma, Paris, 2012, 1 h 16 min (DVD).
- Sept Jours à La Havane, film à sketches franco-espagnol réalisé par Benicio del Toro, Pablo Trapero, Julio Medem, Elia Suleiman, Gaspar Noé, Juan Carlos Tabío, Laurent Cantet, avec la participation d'Emir Kusturica, Daniel Brühl, Josh Hutcherson (acteurs), Rezo films, France télévisions distribution, Paris, 2013, 2 h 31 min (DVD).
- Havana-Miami : les temps changent, film documentaire de Rodrigo Vazquez, Arte Vidéo, 2014, 1 h (DVD).
- Sur les toits Havane, film documentaire de Pedro Ruiz, Canada, Québec, 2019, 80 min, distribué au Canada par K-Films Amérique (DVD, VSD)[47].

### Jeux vidéo
Dans Assasin's Creed Black Flag, il y a la ville de La Havane.
Dans Overwatch, il y a la carte de La Havane.
Il y a aussi une carte de La Havane dans le jeu Call of Duty: Black Ops.
Dans Driver 2, on peut parcourir la ville.